# St-Salomon (La Martyre)

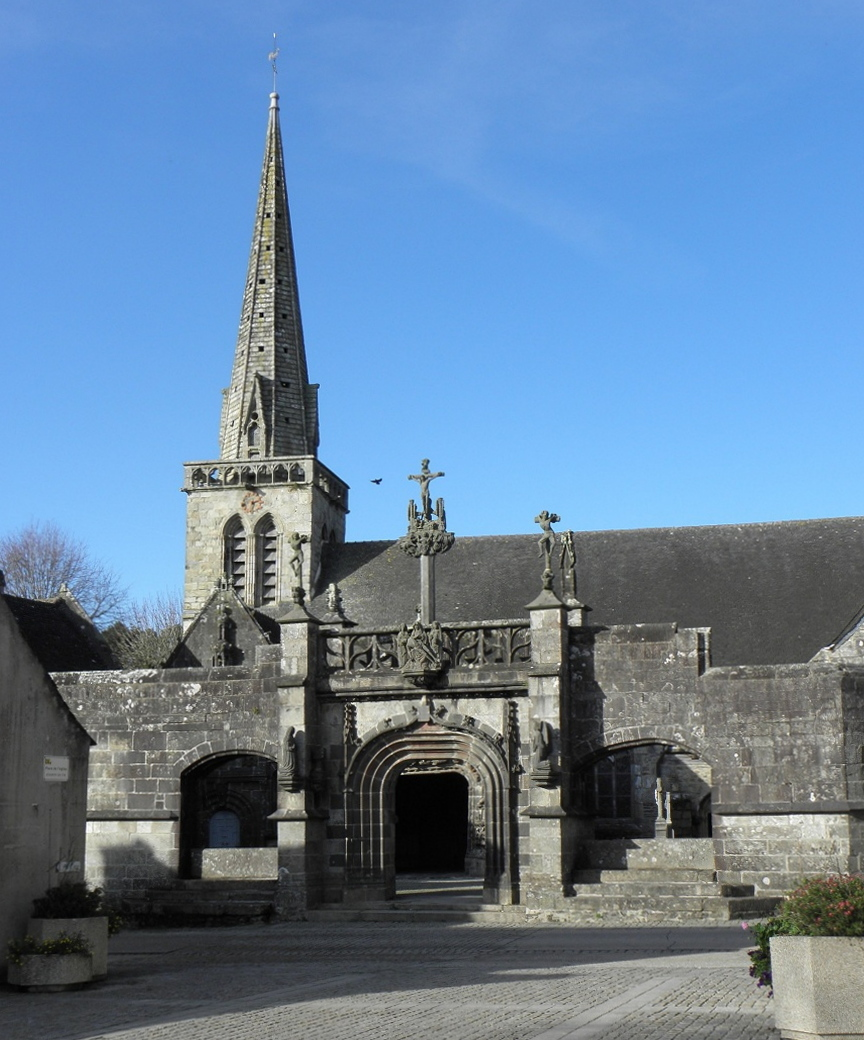
Umfriedeter Pfarrbezirk in La Martyre

Die katholische Pfarrkirche Saint-Salomon in La Martyre, einer Gemeinde im Département Finistère in der französischen Region Bretagne, gehört zu einem Umfriedeten Pfarrbezirk, der zwischen dem 11. und 17. Jahrhundert errichtet wurde. Die Kirche wurde vermutlich im 13. Jahrhundert erbaut und ab der Mitte des 15. Jahrhunderts teilweise erneuert. In der Kirche sind Bleiglasfenster aus dem 16. Jahrhundert erhalten. Im Jahr 1916 wurde die Kirche mit dem Beinhaus, dem Triumphtor und dem Calvaire als Monument historique in die Liste der Baudenkmäler in Frankreich aufgenommen.

## Patrozinium
Die Kirche ist dem bretonischen König Salomon (825/835–874) geweiht, der im Jahr 874 in der Kirche ermordet worden sein soll und der in der Bretagne als Heiliger und Märtyrer verehrt wird.

## Architektur

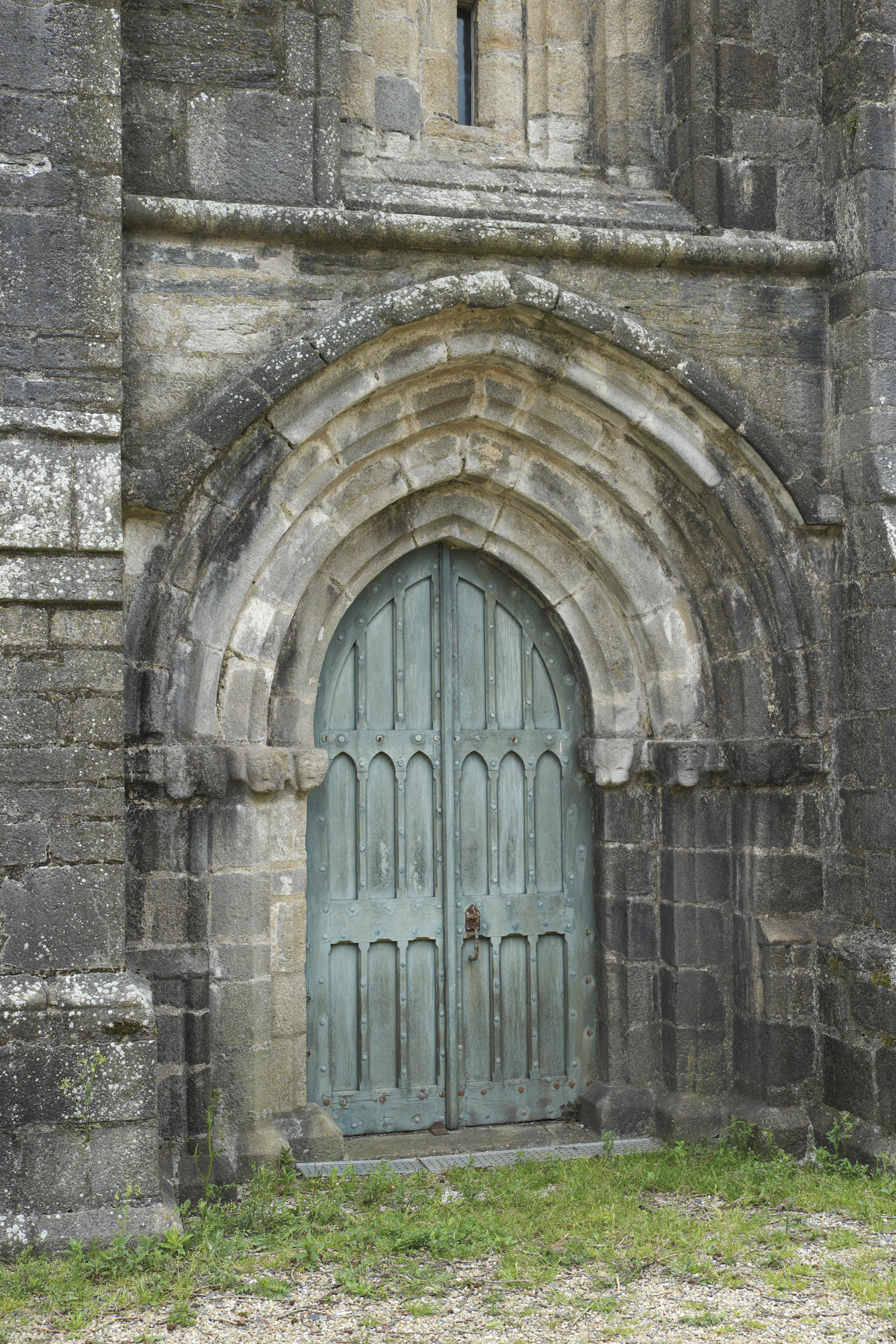
Westportal

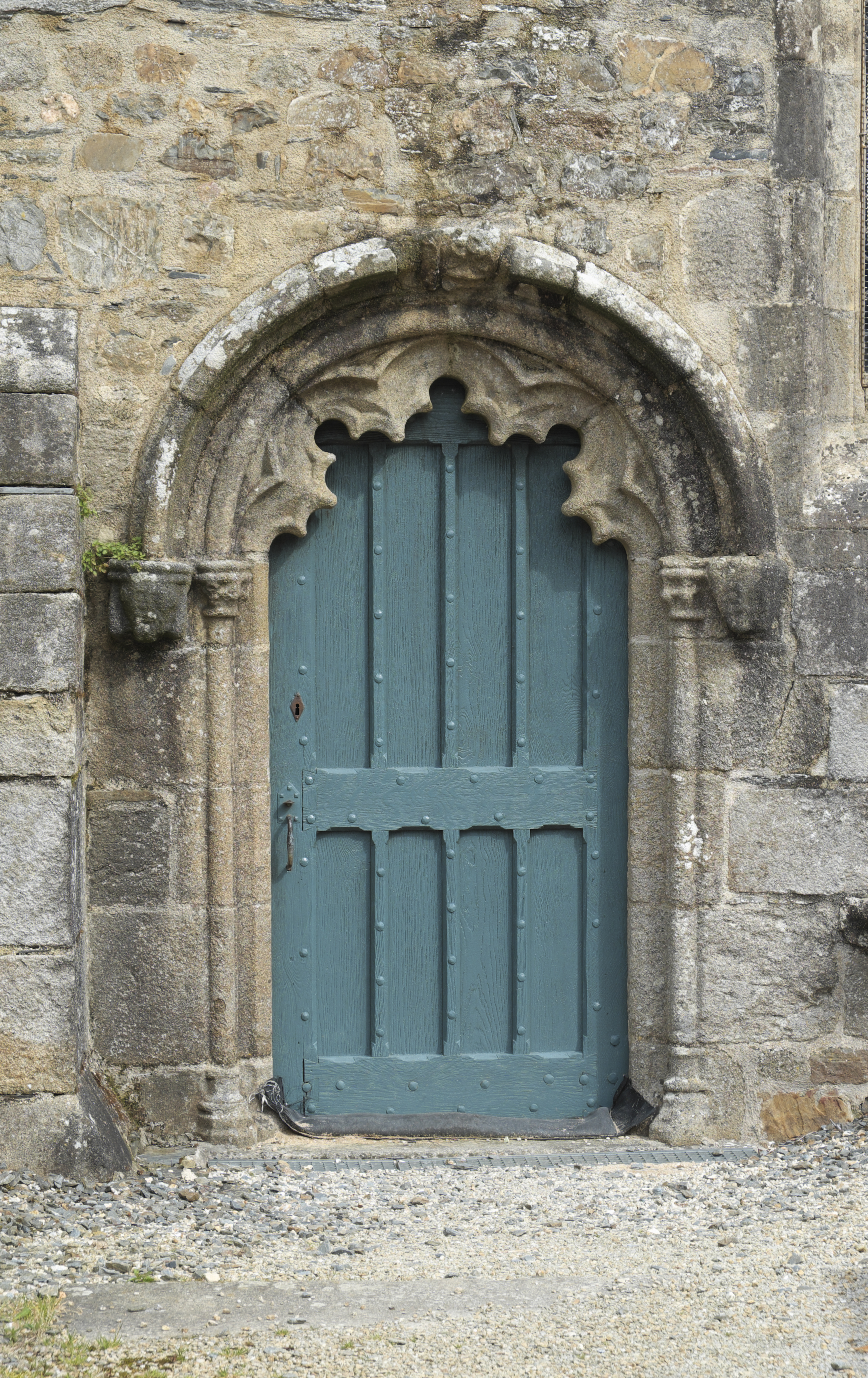
Südportal

Die Kirche ist eine zweischiffige Hallenkirche mit parallelen hölzernen Längstonnen unter zwei Paralleldächern, die durch ein Querhaus verbunden sind.
Ältester Teil der Kirche ist der auf quadratischem Grundriss wohl im 13. Jahrhundert errichtete Glockenturm, in dessen Westfassade ein spitzbogiges Portal eingeschnitten ist. Es wird von Archivolten umgeben, die auf mit Köpfen skulptierten Kapitellen aufliegen, deren Säulen teilweise nicht mehr erhalten sind.
Die Südfassade der Kirche stammt ebenfalls noch aus dem 13. Jahrhundert, sie wurde allerdings stark verändert. Nur noch ein von Dreipassbögen gerahmtes Rundbogenportal ist aus der Bauzeit erhalten. Wie das Westportal wird es von Archivolten überfangen, die auf schmalen Säulen und als Köpfe skulptierten Konsolen aufliegen.
Nach einem Sturm im Jahr 1450 wurde die Kirche weitgehend erneuert und in der Mitte des 16. Jahrhunderts das nördliche Seitenschiff vergrößert. Das Portal an der Nordseite ist im Stil der Renaissance gestaltet. Es wird von zwei mit Rauten verzierten Pilastern und einem Dreiecksgiebel gerahmt. Auf dem Giebel prangt eine männliche Büste, deren Hut und Kleidung der Mode des 16. Jahrhunderts entsprechen.

Im Jahr 1699 wurde die Sakristei mit ihrer mächtigen Kuppel im Stil des Barock angebaut.

### Vorhalle

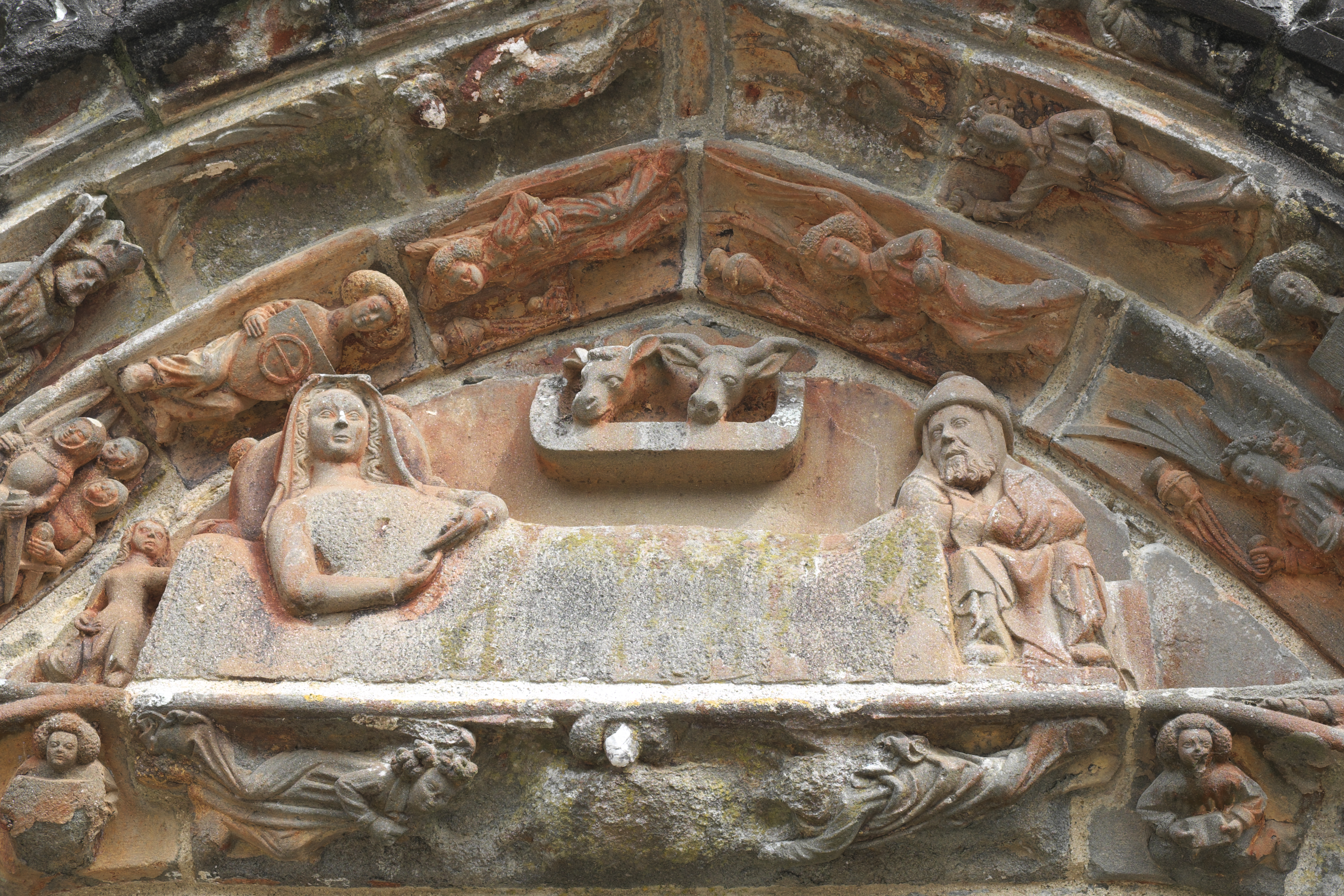
Tympanon, Geburt Christi

Die Vorhalle wurde in den Jahren 1450 bis 1455 aus Kersantit errichtet. Das Portal wird von einem mit Krabben verzierten Kielbogen gerahmt. Auf dem Giebelfeld darüber sieht man Engel mit Spruchbändern und ein Relief der Marienkrönung. Auf dem Tympanon ist die Geburt Christi dargestellt. Maria liegt auf einem Bett, am Fußende sitzt der heilige Josef. Über dem Bett Mariens sieht man die Köpfe eines Ochsen und eines Esels, am Kopfende ihres Bettes kniet ein Engel, der mit seiner Hand einen Zipfel des Kopfkissens umgreift. Das Jesuskind ist nicht mehr erhalten.
Auf den seitlichen Reliefs sind die Szenen der Vermählung Mariens mit Josef, die Verkündigung, die Heimsuchung, die Verkündigung der Geburt Christi an die Hirten durch einen Engel, die Anbetung der Heiligen Drei Könige und die Präsentation Jesu im Tempel zu sehen. Die Archivolten sind mit kleineren Figuren besetzt wie einem König mit Krone und Zepter, mit Schwertern bewaffnete Soldaten und Engel mit Wappenschilden. Auf den kleinen Flachreliefs sind der heilige Stephanus mit der Märtyrerpalme, der heilige Antonius der Große mit der Glocke und dem Rosenkranz, der heilige Fiacrius mit seiner Schaufel und der heilige Laurentius mit seinem Attribut, dem Grill, zu erkennen.

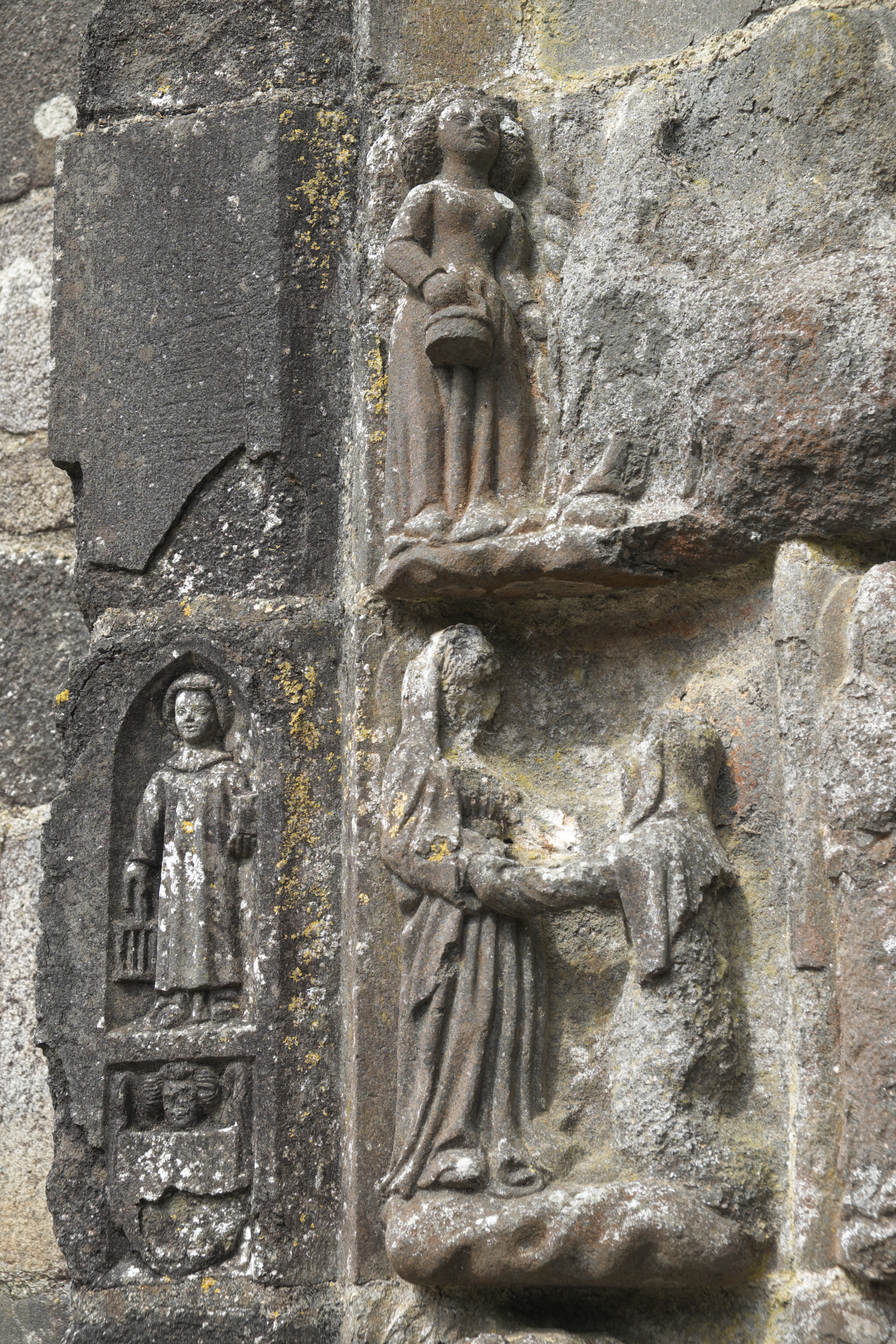
Heiliger Laurentius (links), Heimsuchung
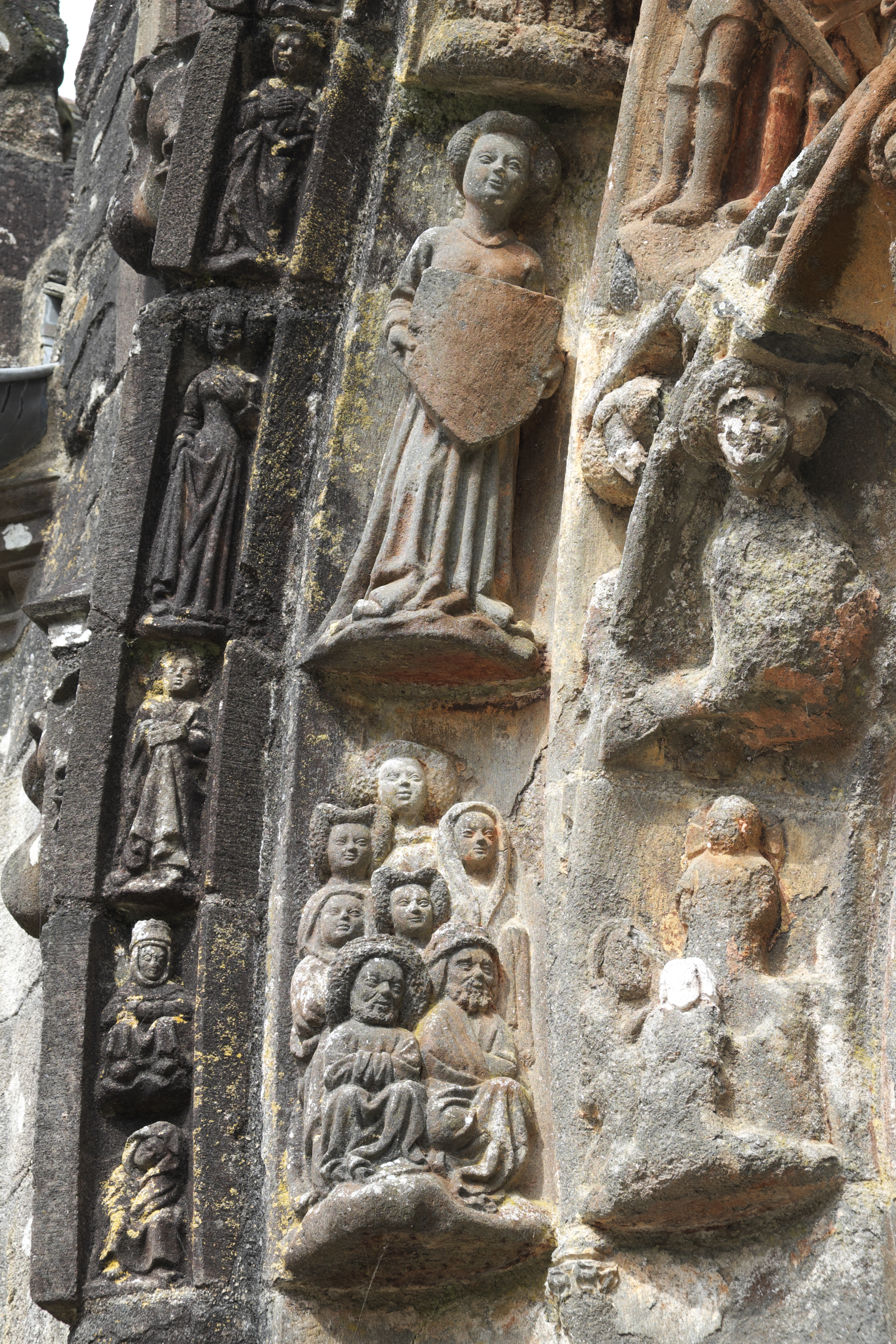
Figuren der Archivolten
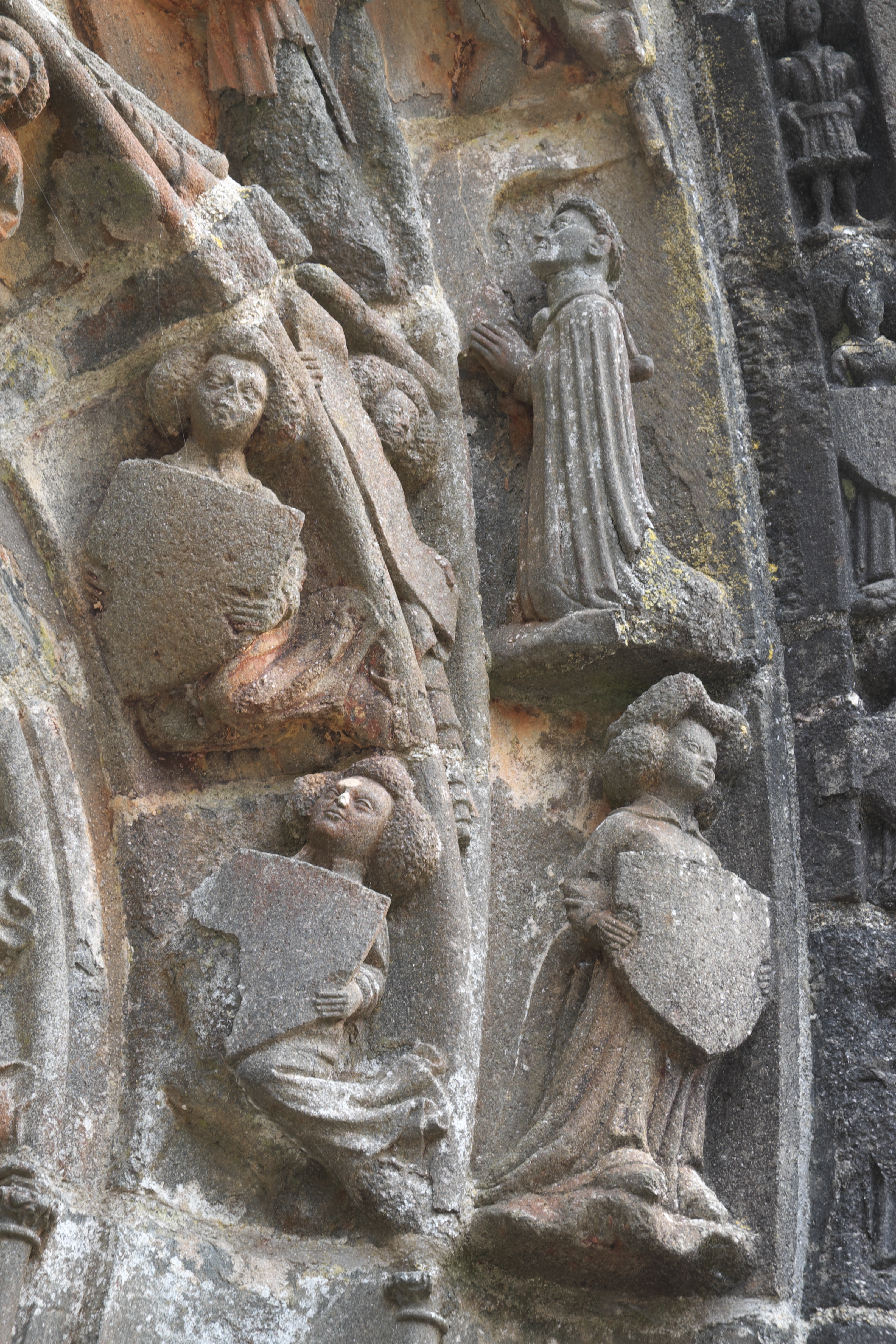
Figuren der Archivolten
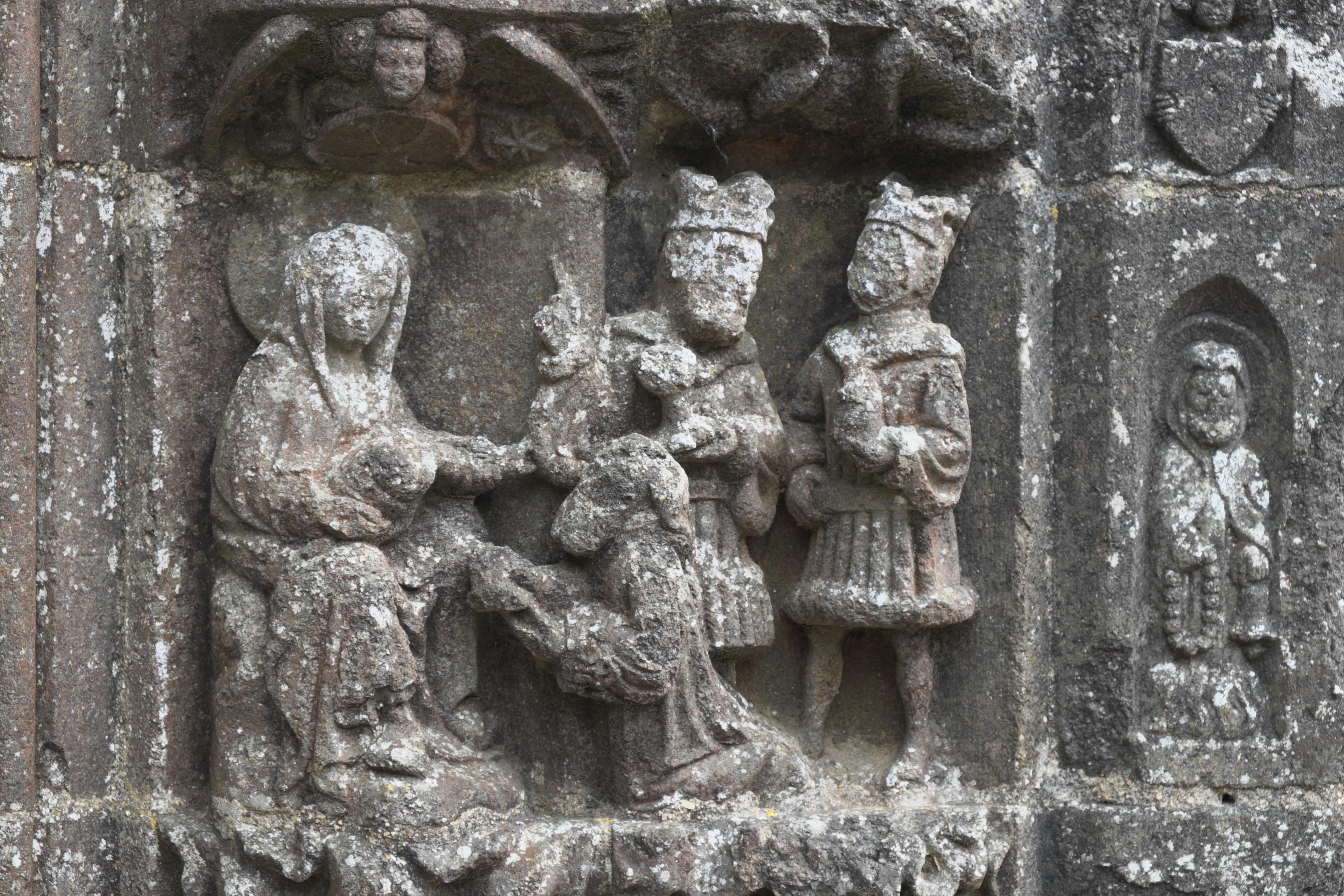
Anbetung der Heiligen Drei Könige, heiliger Antonius (rechts)

Auf beiden Seiten der Innenwände stehen in Nischen, auf Konsolen und unter hohen, kunstvoll skulptierten Baldachinen, die Figuren der zwölf Apostel, die Spruchbänder in den Händen halten. Die Vorhalle ist mit einem Kreuzrippengewölbe gedeckt und mit Deckenmalereien versehen, auf denen die vier Evangelisten dargestellt sind. Auf einem Schlussstein sieht man einen Löwen, das Wappen der historischen Provinz Léon.
Am Mittelpfeiler des Portals in der Vorhalle steht eine Madonnenfigur aus dem 15. Jahrhundert. In der Ecke neben dem Portal ist ein nicht mehr vollständig erhaltenes Weihwasserbecken eingebaut. Über dem Becken sieht man den Tod, Ankou, in Gestalt eines Skeletts mit dem Kopf eines Kindes in der Hand.

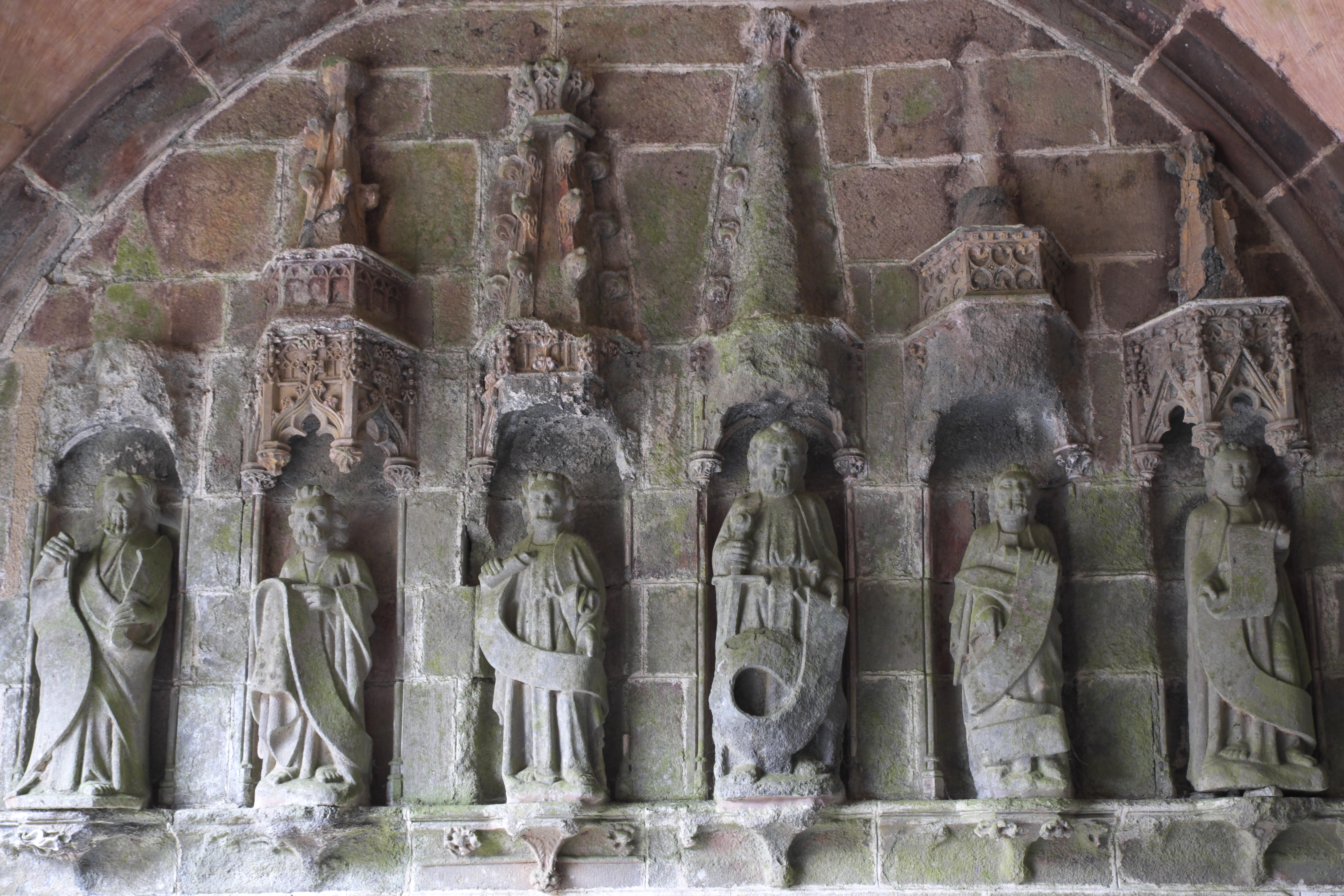
Apostel
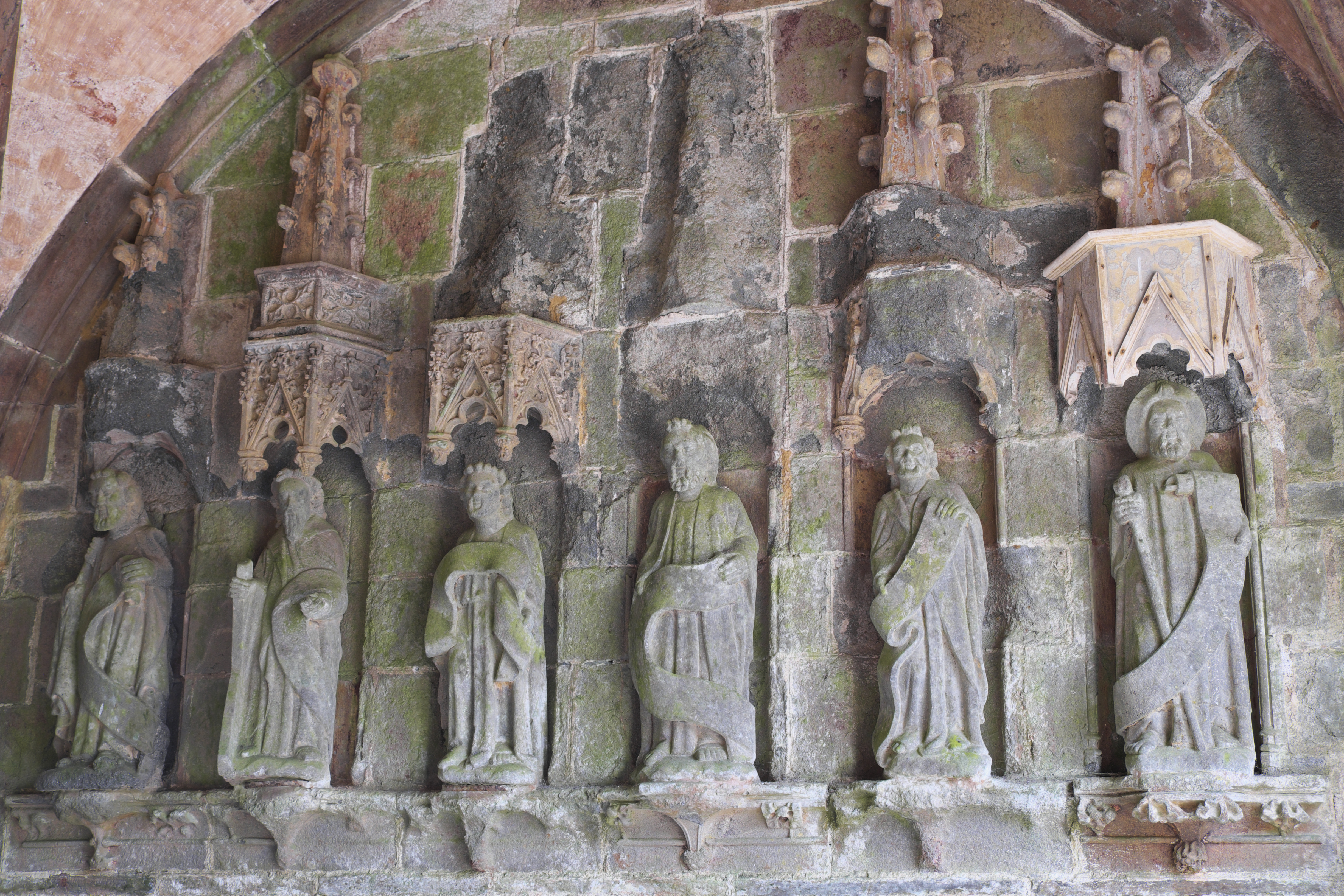
Apostel
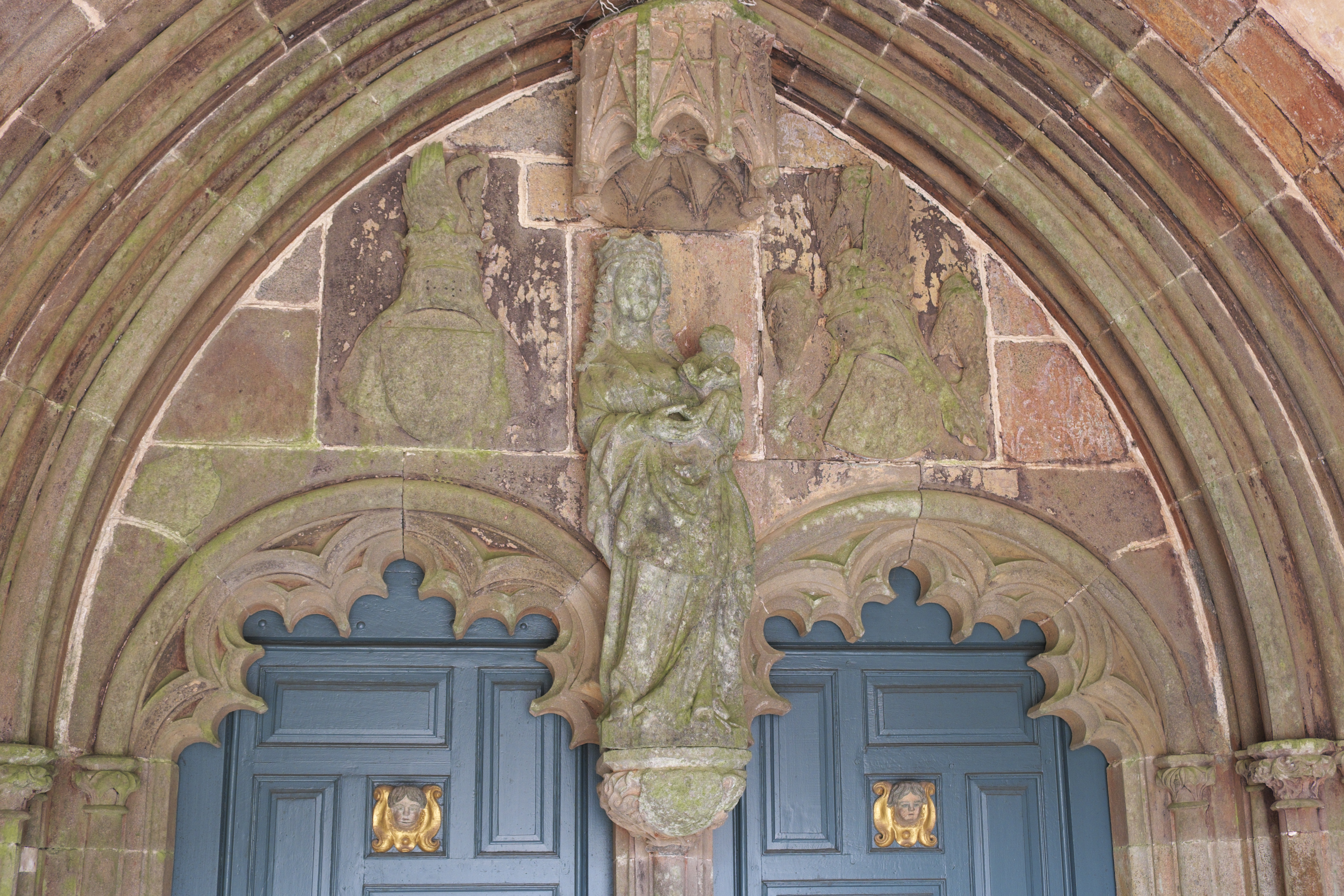
Madonna mit Kind
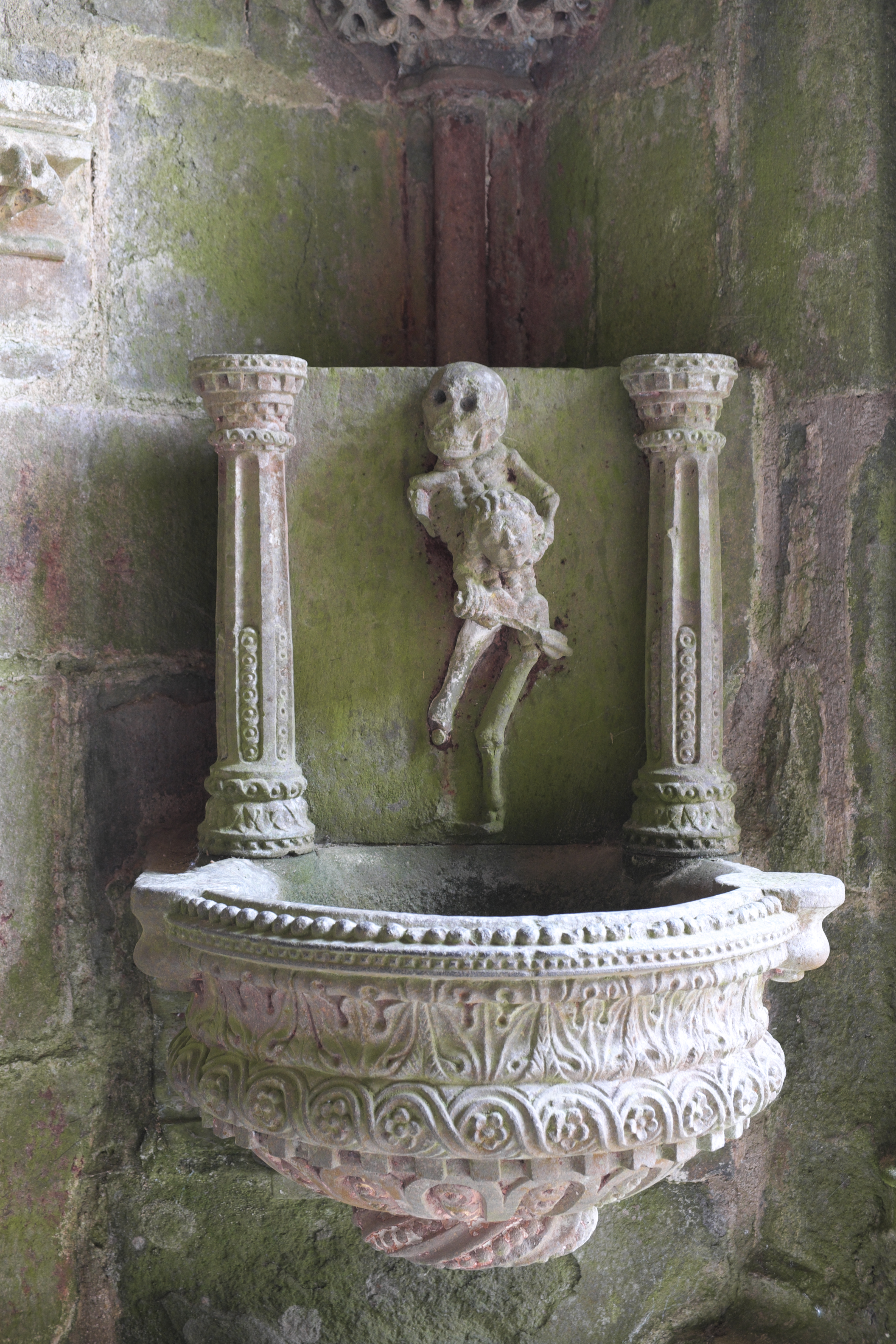
Weihwasserbecken mit Ankou

### Beinhaus
Das Beinhaus, das sich parallel zur Vorhalle wie eine Seitenkapelle an das südliche Seitenschiff anschließt, wurde 1619 errichtet. In die Südfassade ist ein Rundbogenportal eingeschnitten, das von einer Agraffe bekrönt wird. Zwei Engel halten Schriftbänder in Händen, deren Inschrift den Passanten an den Tod erinnern soll. Zwischen zwei Hermen steht die Figur des heiligen Paulinus Aurelianus unter einem Baldachin. Darunter prangt das Wappen des Hauses Rohan, in zwei Rechteckfeldern sieht man die Büsten einer Frau und eines Mannes. In einer abgeschrägten Ecke des Beinhauses steht eine Karyatide aus der zweiten Hälfte des 16. Jahrhunderts.

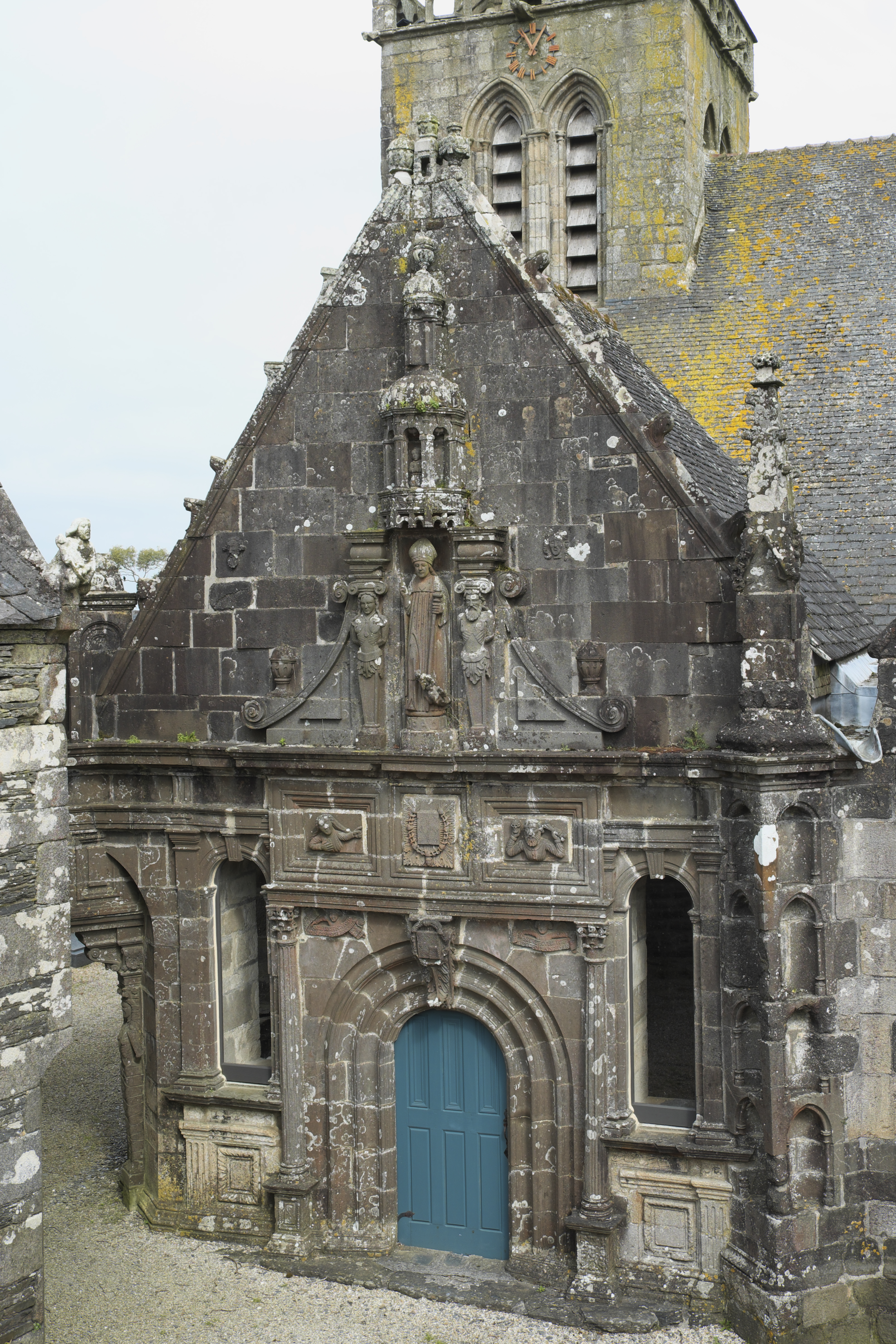
Beinhaus
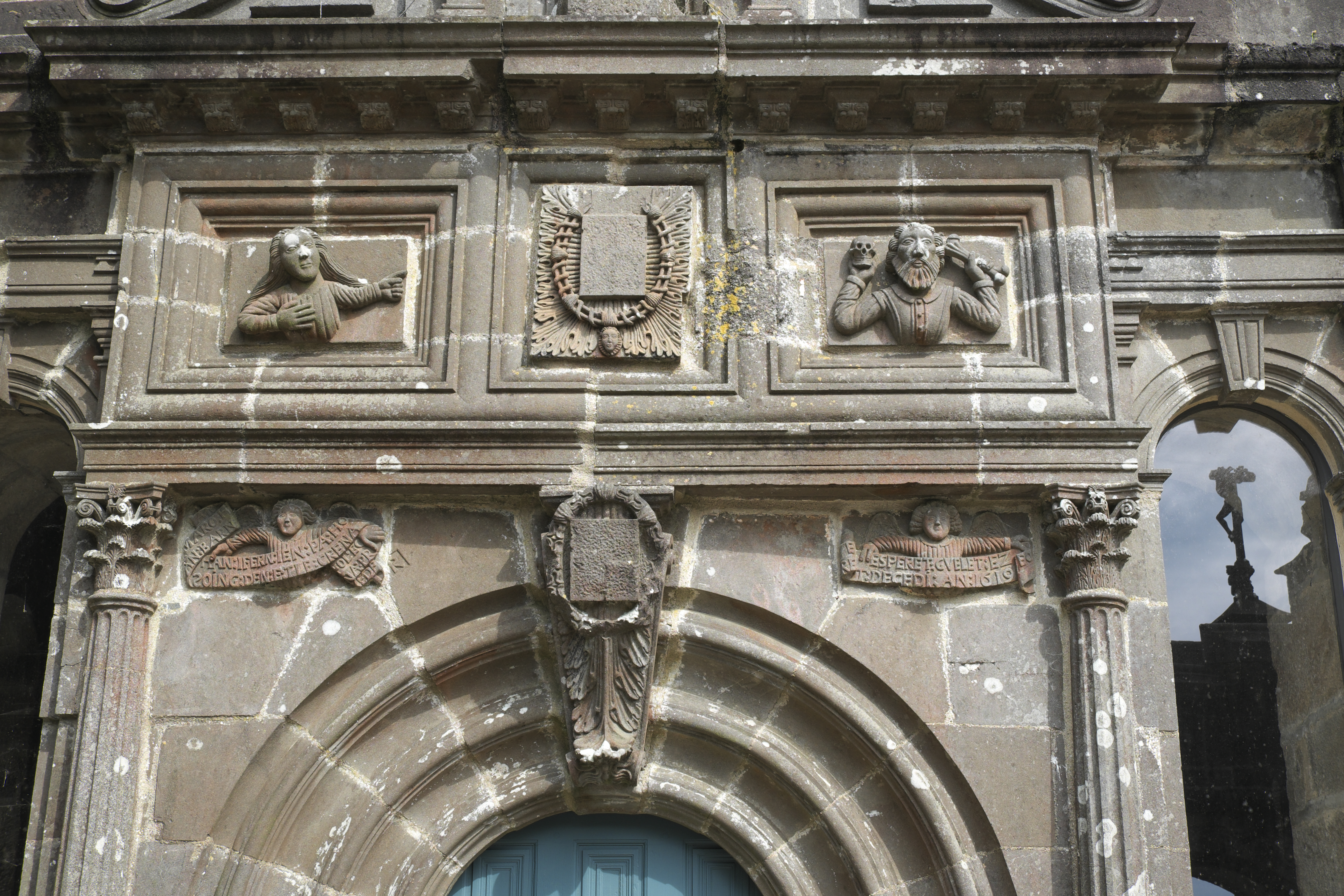
Portal
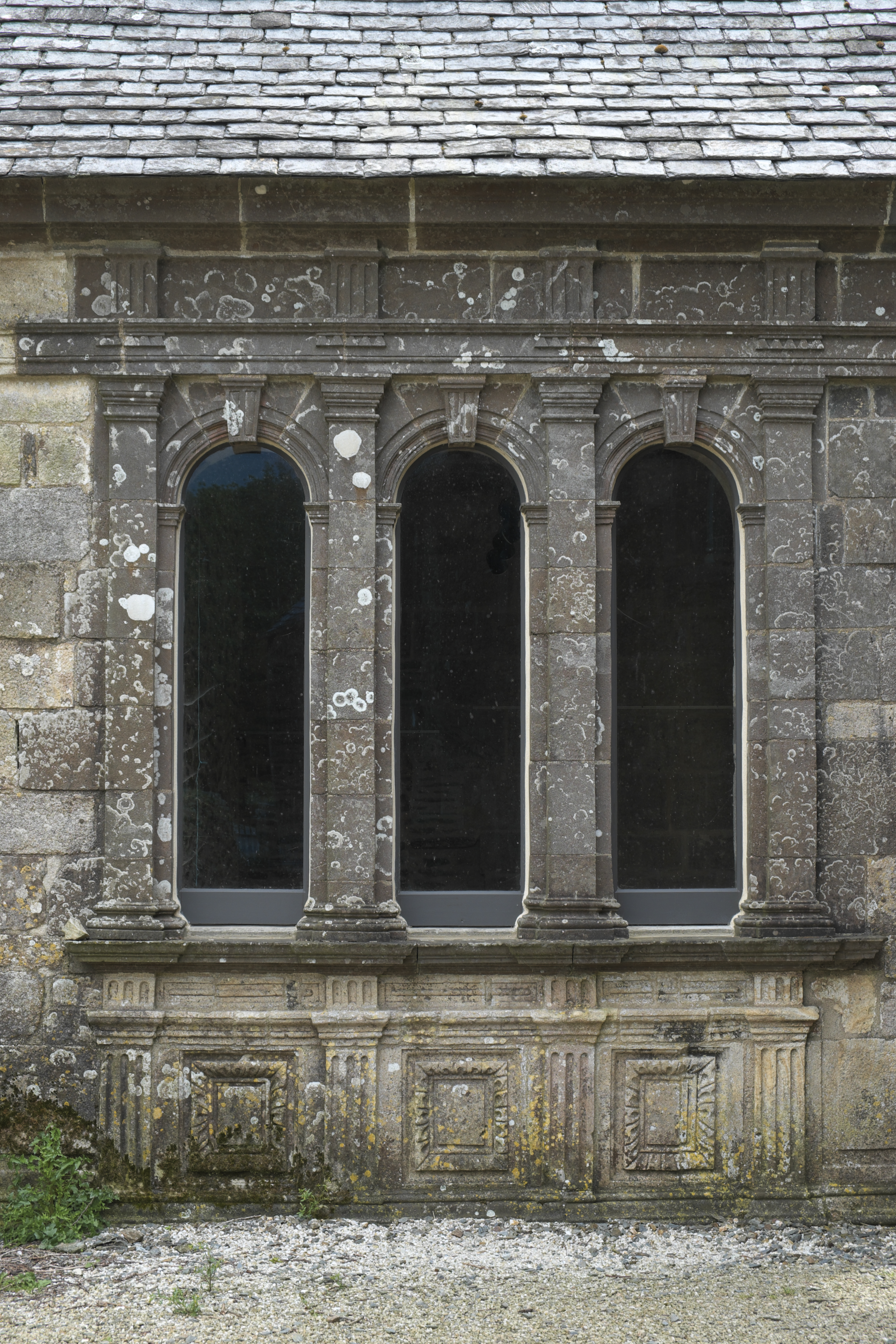
Fenster
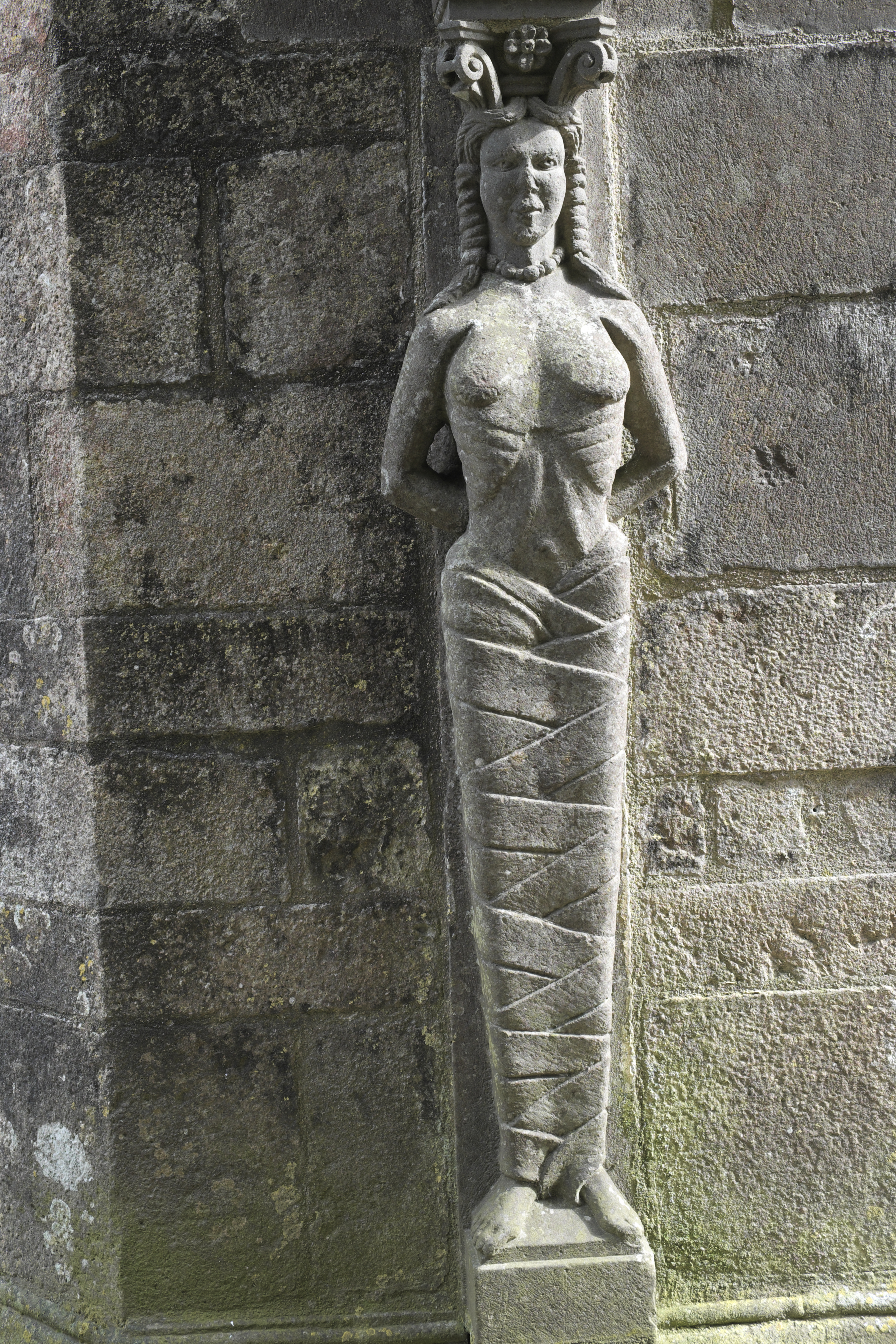
Karyatide

### Innenraum

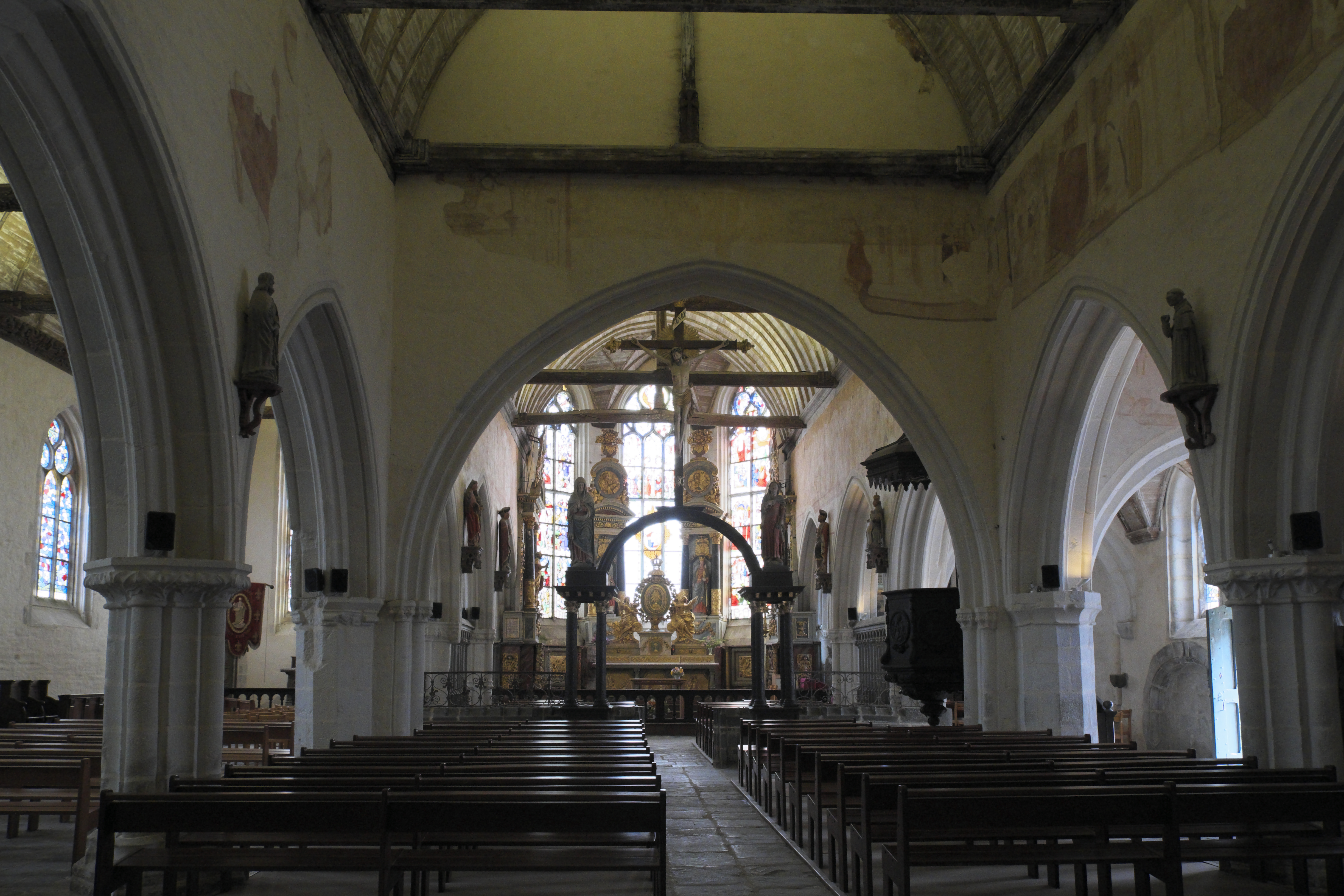
Innenraum

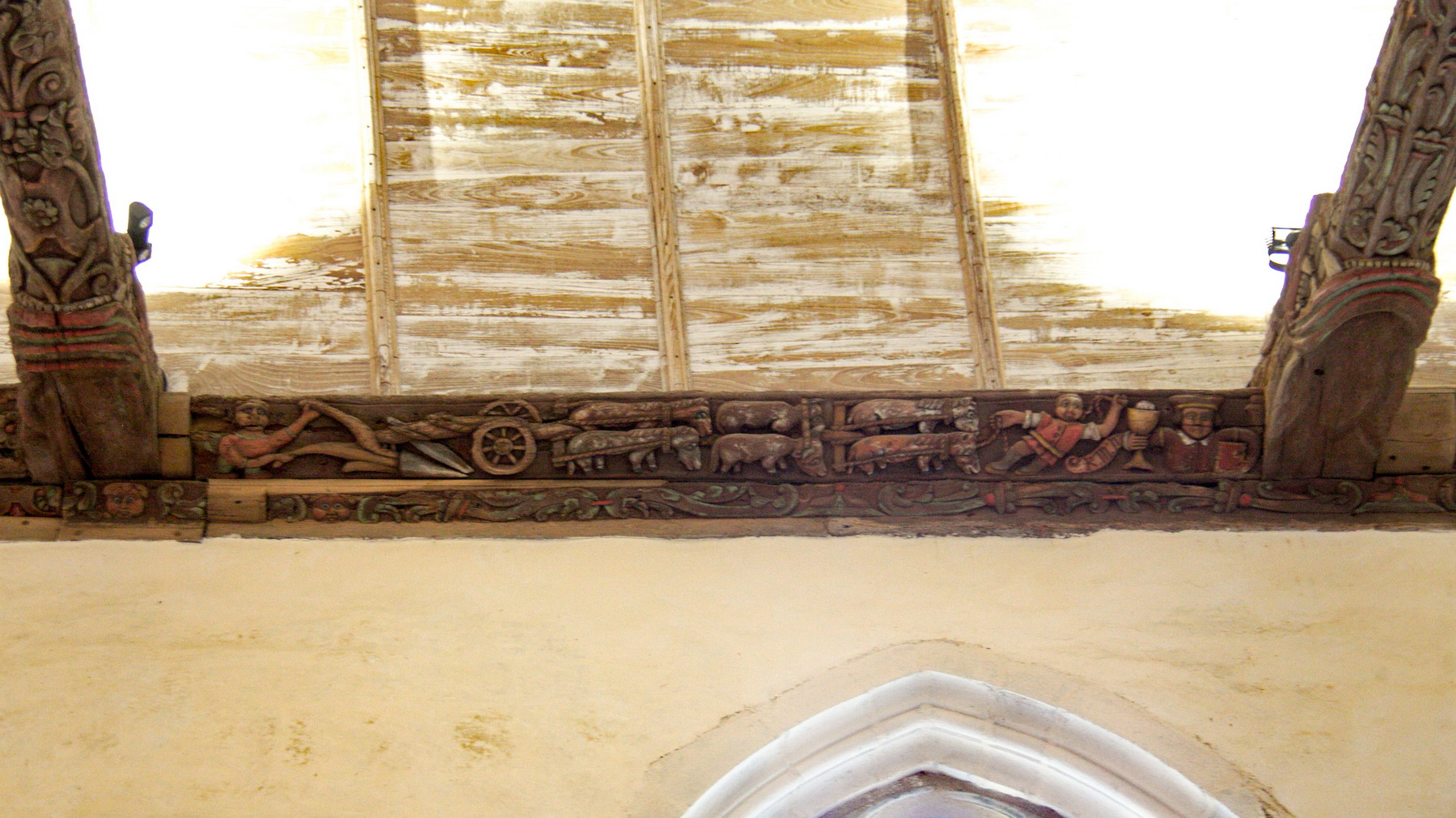
Geschnitzte Balken

Das Langhaus ist in sechs Joche gegliedert und öffnet sich in weiten Spitzbogenarkaden zu den beiden Seitenschiffen, wobei das nördliche breiter ist als das südliche. Es geht im Osten ohne Querhaus in den dreiseitig geschlossenen Chor über. Der gesamte Innenraum wird von Holzdecken mit geschnitzten Balken überwölbt. Die Balken werden um 1560 datiert und sind mit vielfältigen, farbig gefassten Szenen wie aus dem Leben Jesu, einem Dudelsackpfeifer oder Bauern, die mit Pferden und Ochsen ein Feld pflügen, verziert.

## Wandmalereien

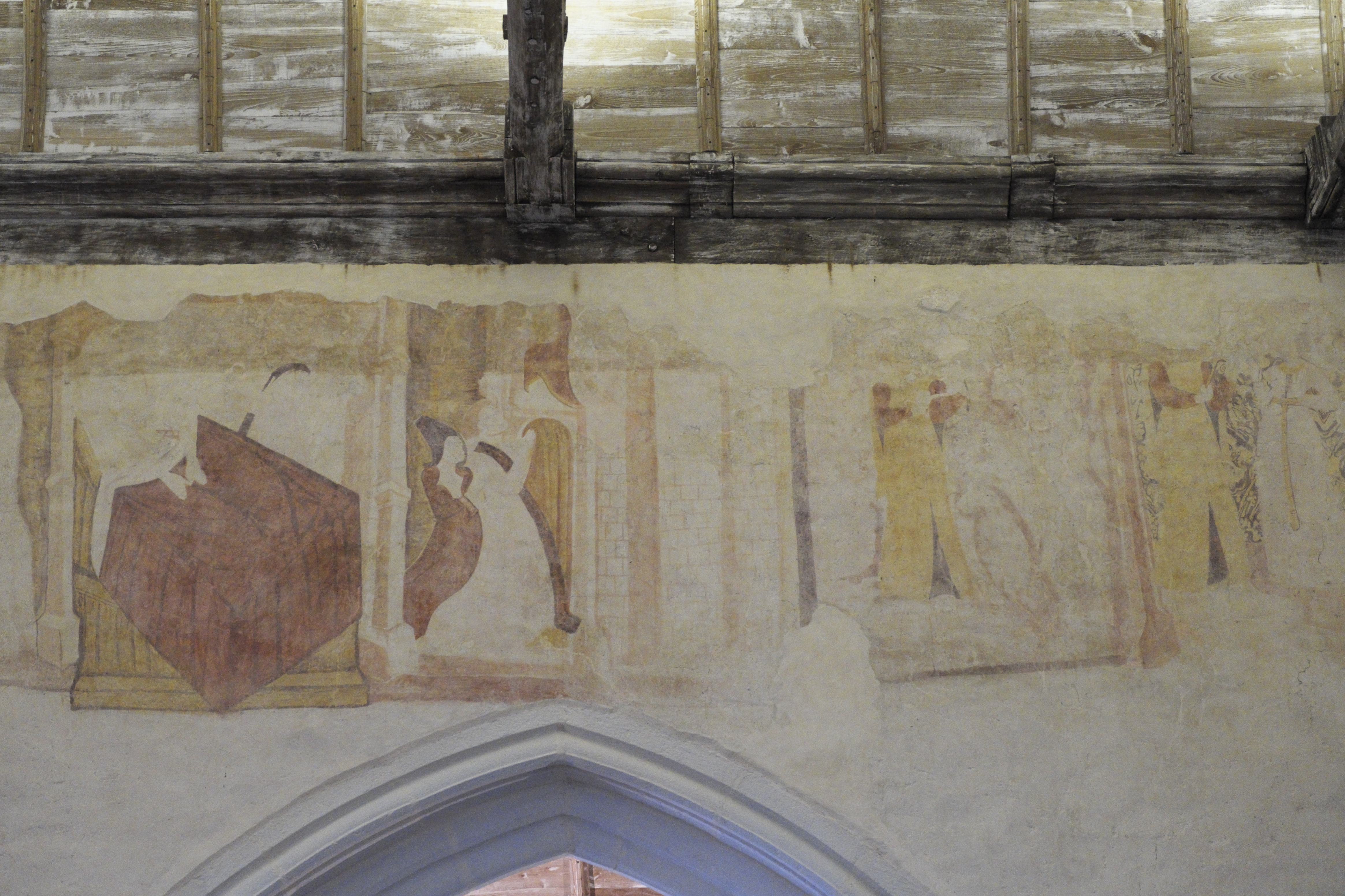
Wandmalerei

In der Kirche sind Reste von Wandmalereien erhalten, die 1997 bei Renovierungsarbeiten wiederentdeckt wurden. Die Malereien werden ins 14. Jahrhundert datiert.

## Bleiglasfenster
In der Kirche sind Bleiglasfenster aus dem 16. Jahrhundert erhalten. Das zentrale Chorfenster mit der Darstellung der Kreuzigung Christi wurde 1535 nach einem Karton von Jost de Negker ausgeführt. Der untere Teil mit der Darstellung der Madonna mit Kind stammt aus dem 19. Jahrhundert. Weitere Renaissancefenster sind das Passionsfenster aus der Zeit um 1540 mit den Porträts der Stifter Isabeau d’Albret und René de Rohan, das Fenster mit Szenen der Grablegung, Auferstehung und Himmelfahrt Christi aus der Zeit um 1540, das Fenster mit der Darstellung des Marientodes und des Jüngsten Gerichts und das Wurzel-Jesse-Fenster mit Scheiben aus der zweiten Hälfte des 16. Jahrhunderts.

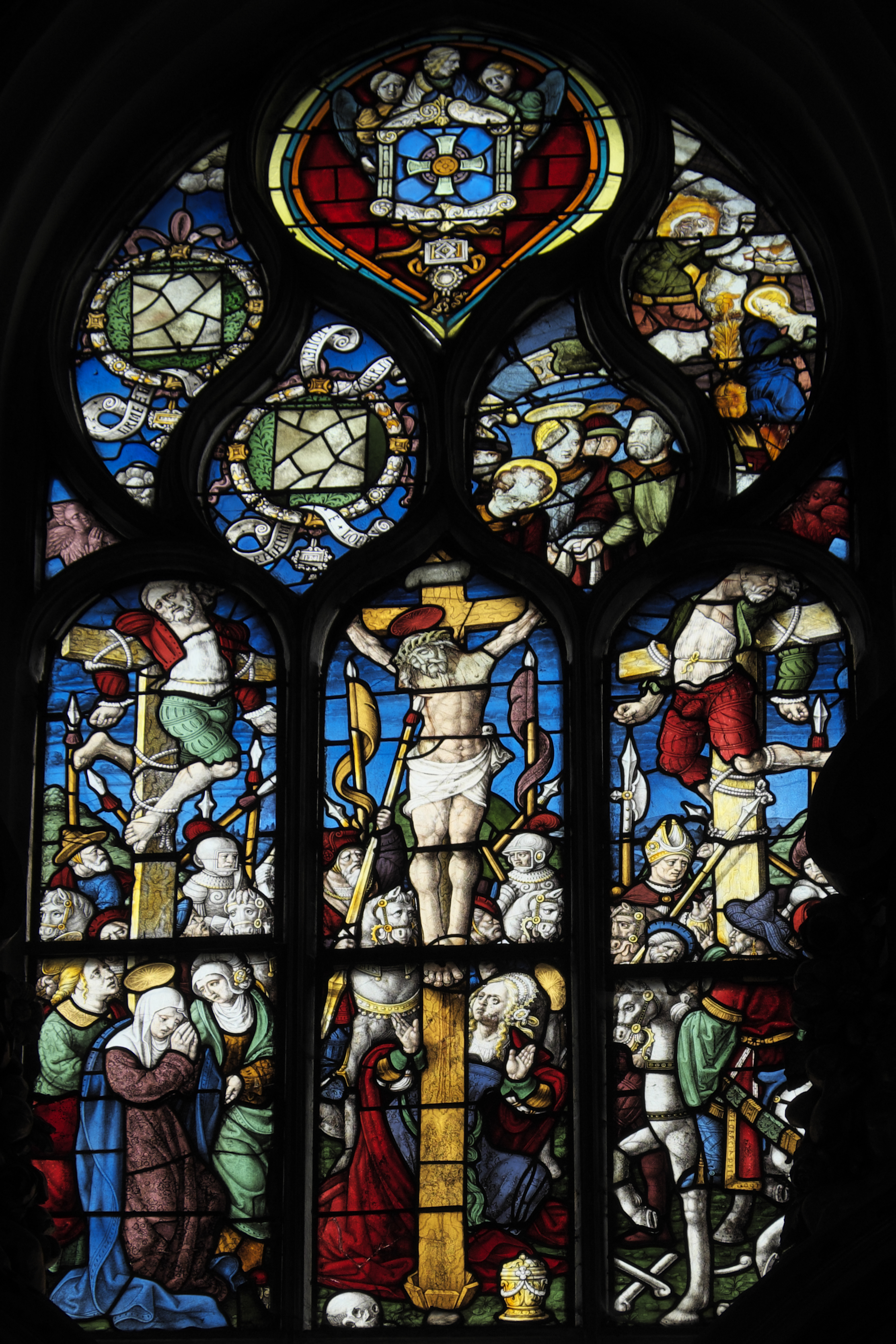
Kreuzigung Christi
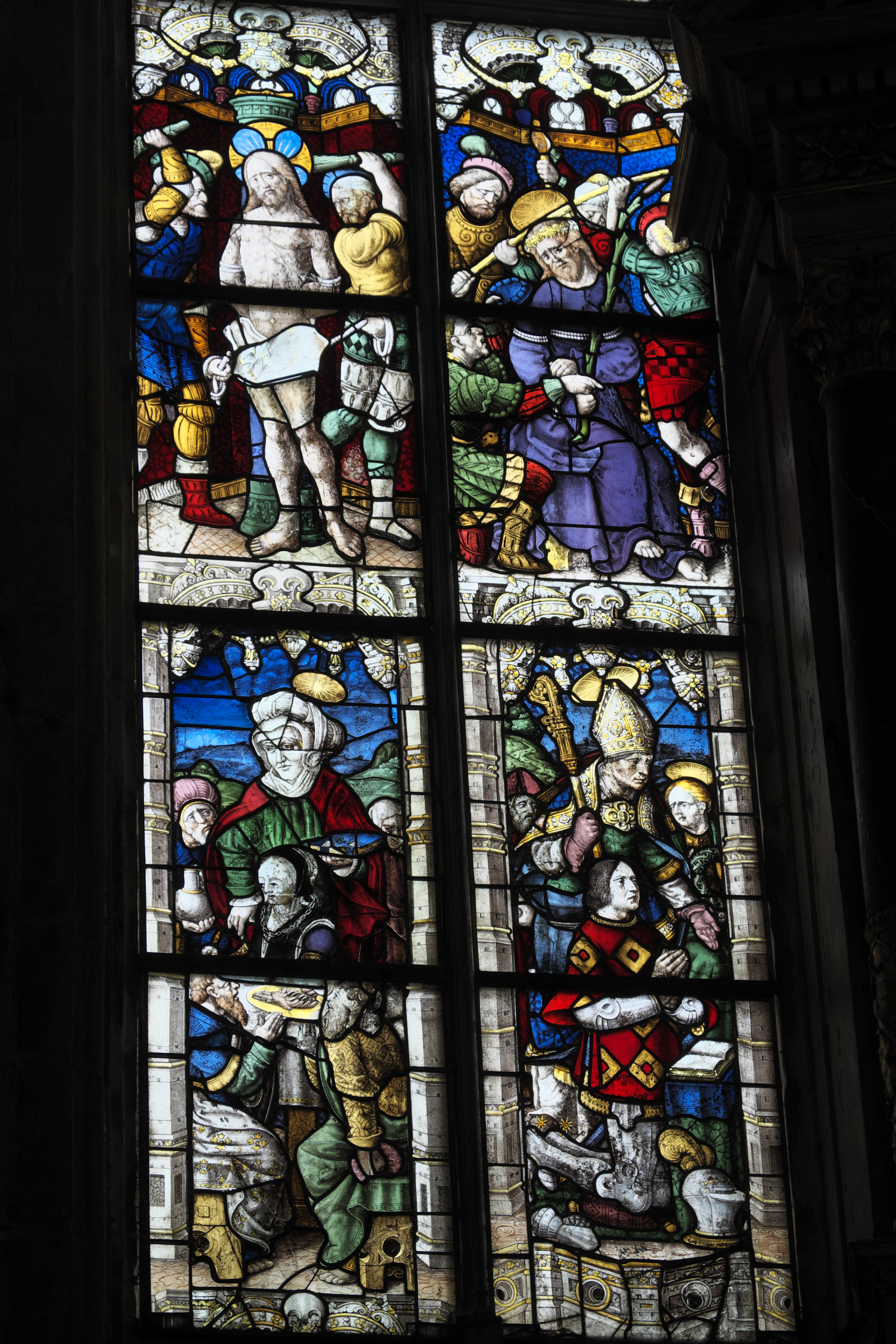
Passionsfenster mit Stiftern
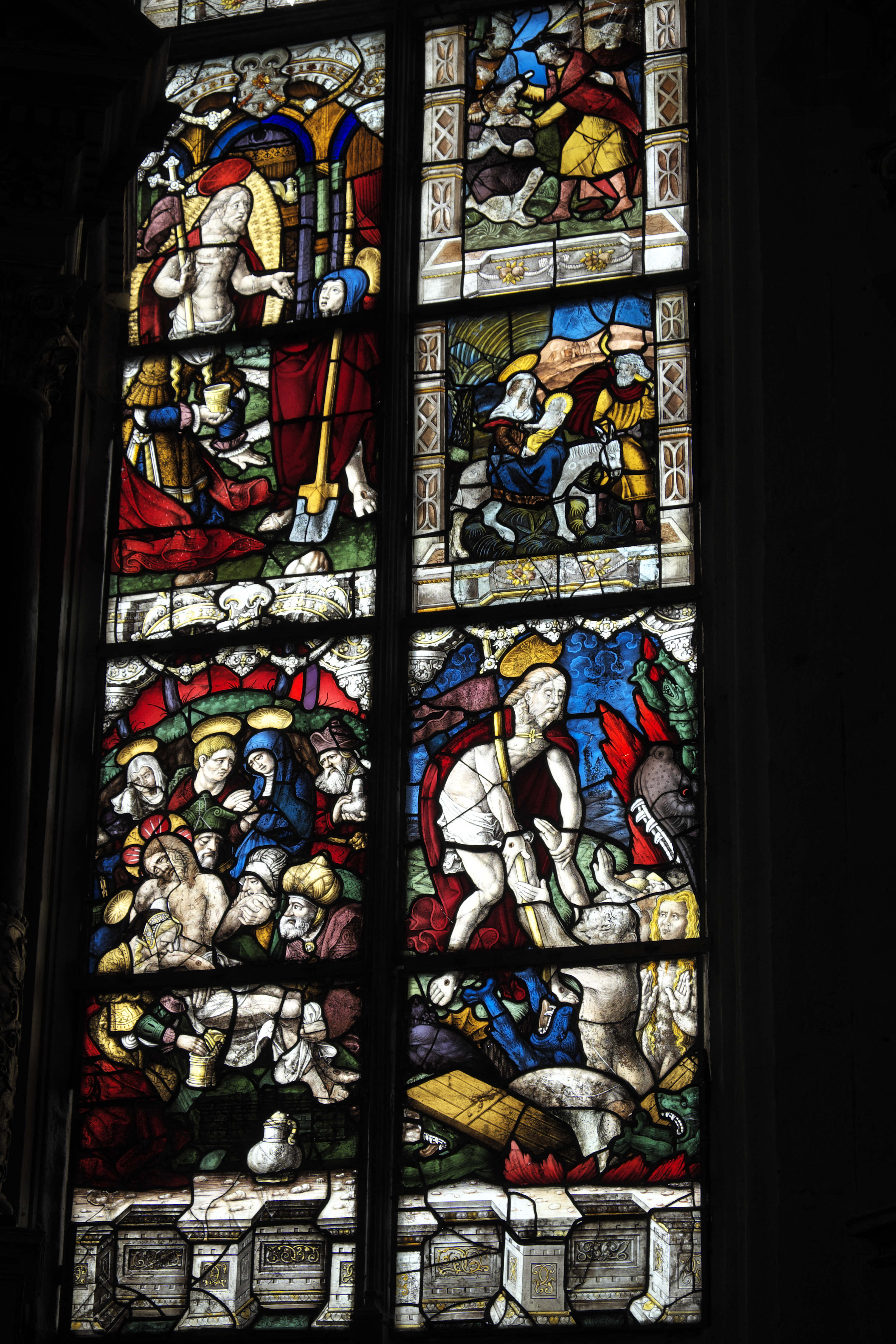
Grablegung, Auferstehung, Höllenfahrt
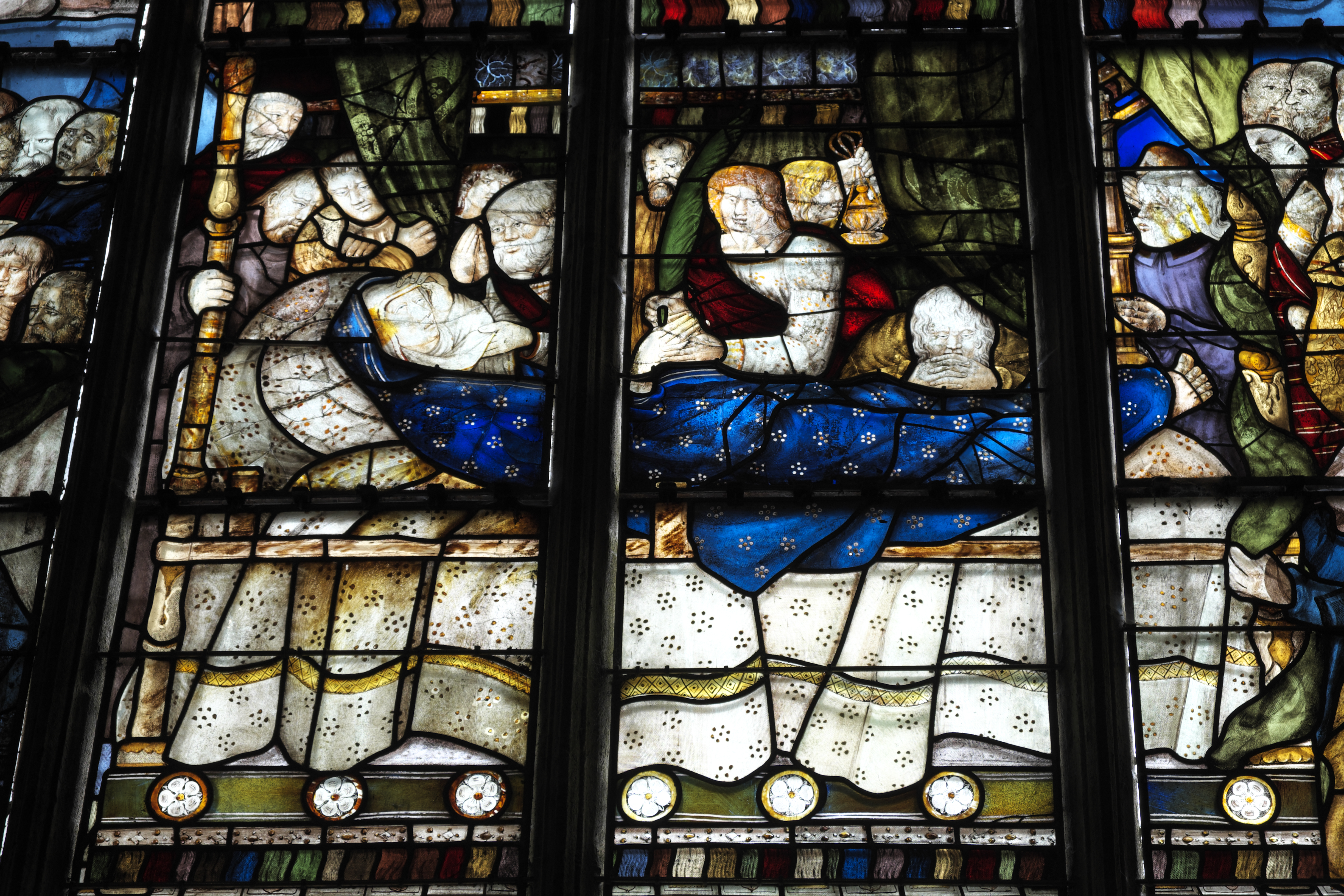
Marientod

## Ausstattung

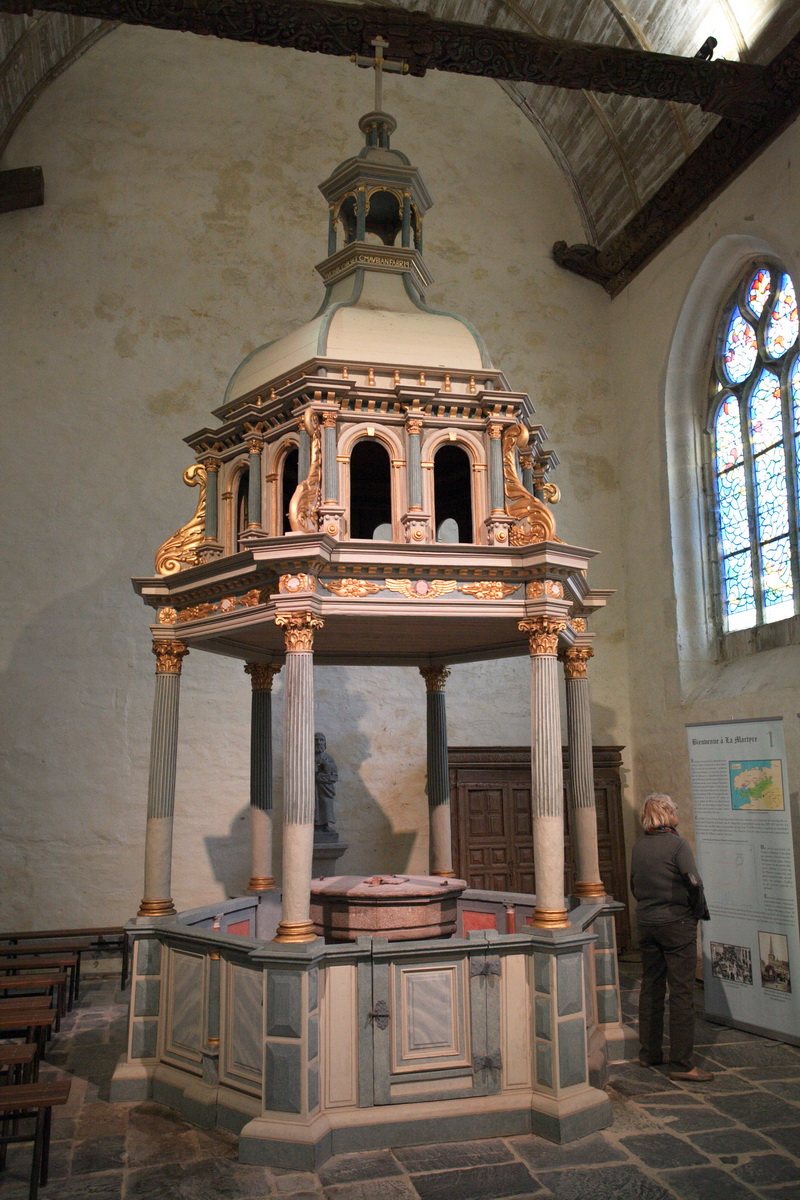
Taufbecken mit Baldachin

- Die Reliefs am Hauptaltar stellen die Verkündigung, die Geburt Christi und die Heimsuchung dar. Sie wurden von 1706 bis 1708 ausgeführt.[6]
- In den vier Nischen im Chor sieht man die Schnitzfiguren des Schutzpatrons der Kirche, des heiligen Salomon, eines Bischofs, der heiligen Katharina und des Gnadenstuhls. Sie stammen wie die Reliefs des Abendmahls und Jesus am Ölberg aus dem 17. Jahrhundert.[7]
- Der Chor wird auf beiden Seiten von einer Chorschranke aus Kersantit geschlossen. Sie stammt aus dem 15. Jahrhundert und besteht aus spitzbogigen Arkaden mit Dreipassbögen, die auf schlanken Säulen aufliegen. Ursprünglich führte die Schranke um den gesamten Chor.[8]
- Der aus Holz geschnitzte Baldachin des Taufbeckens ist mit der Jahreszahl 1635 datiert. Er ruht auf sechs Säulen und wird von einer Kuppel mit Laterne bekrönt.[9]
- Die Figur des Johannes des Täufers aus Kersantit stammt aus dem 16. Jahrhundert. Er ist mit einem Fell bekleidet und weist auf das Lamm Gottes, das er im Arm hält.[10]
- Aus dem 16. Jahrhundert stammt auch die holzgeschnitzte Figur der heiligen Barbara, die den Turm als ihr Attribut in der linken Hand hält.[11]
- Der Triumphbalken mit Christus am Kreuz und den Figuren Marias und des Apostels Johannes wird ins späte 16. oder frühe 17. Jahrhundert datiert.[12]
- Die Kanzel stammt von 1740.

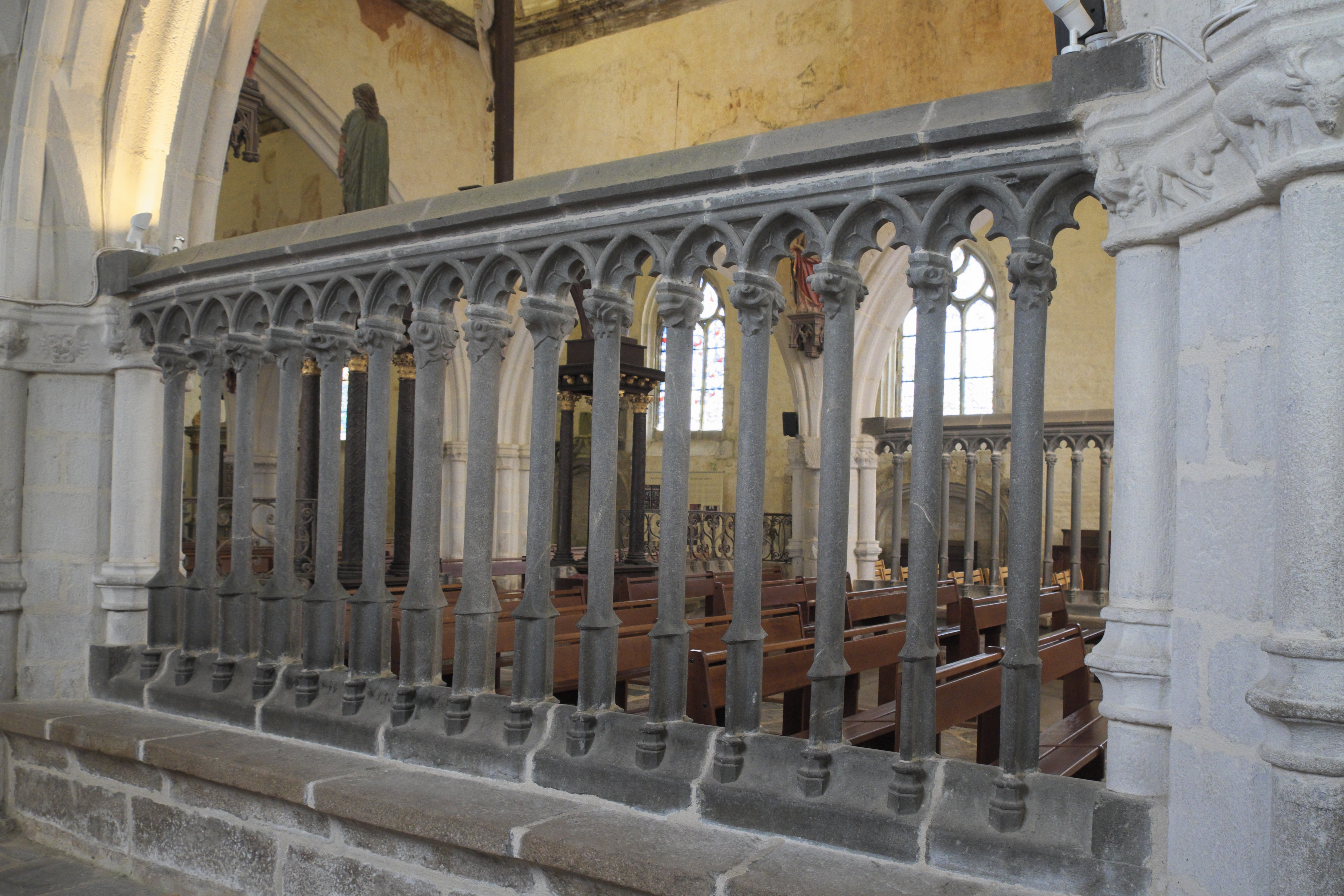
Chorschranke
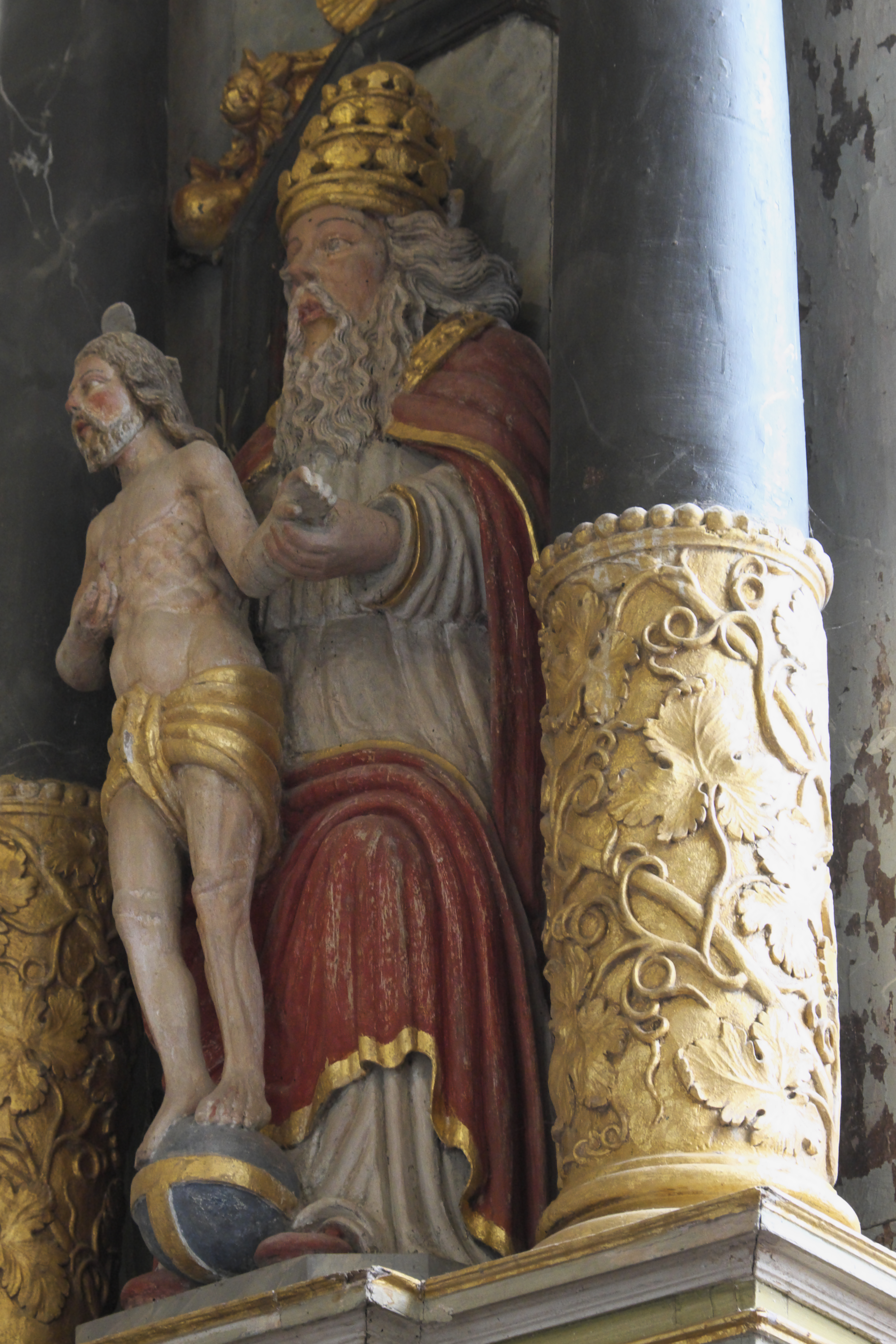
Gnadenstuhl
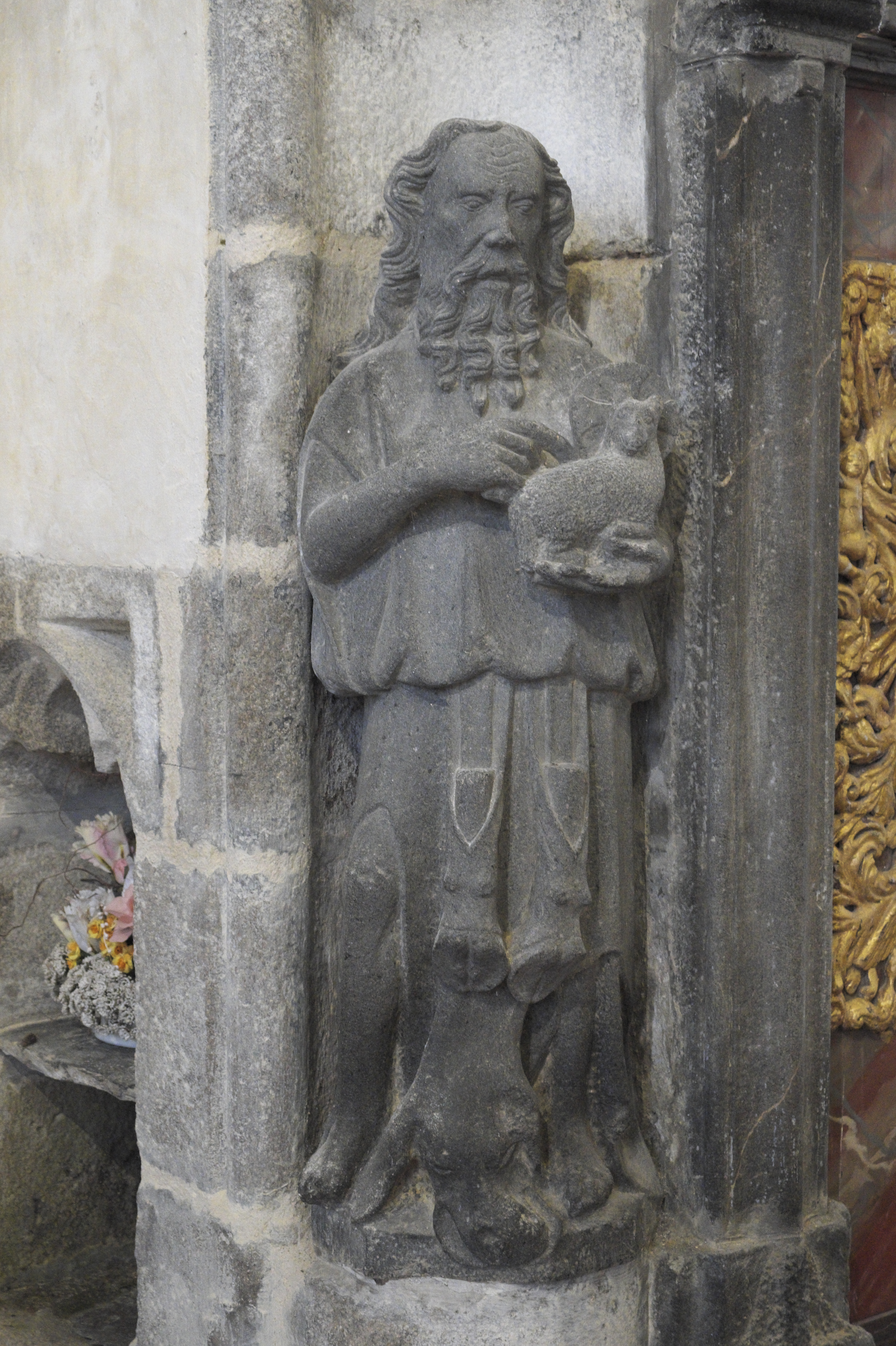
Johannes der Täufer
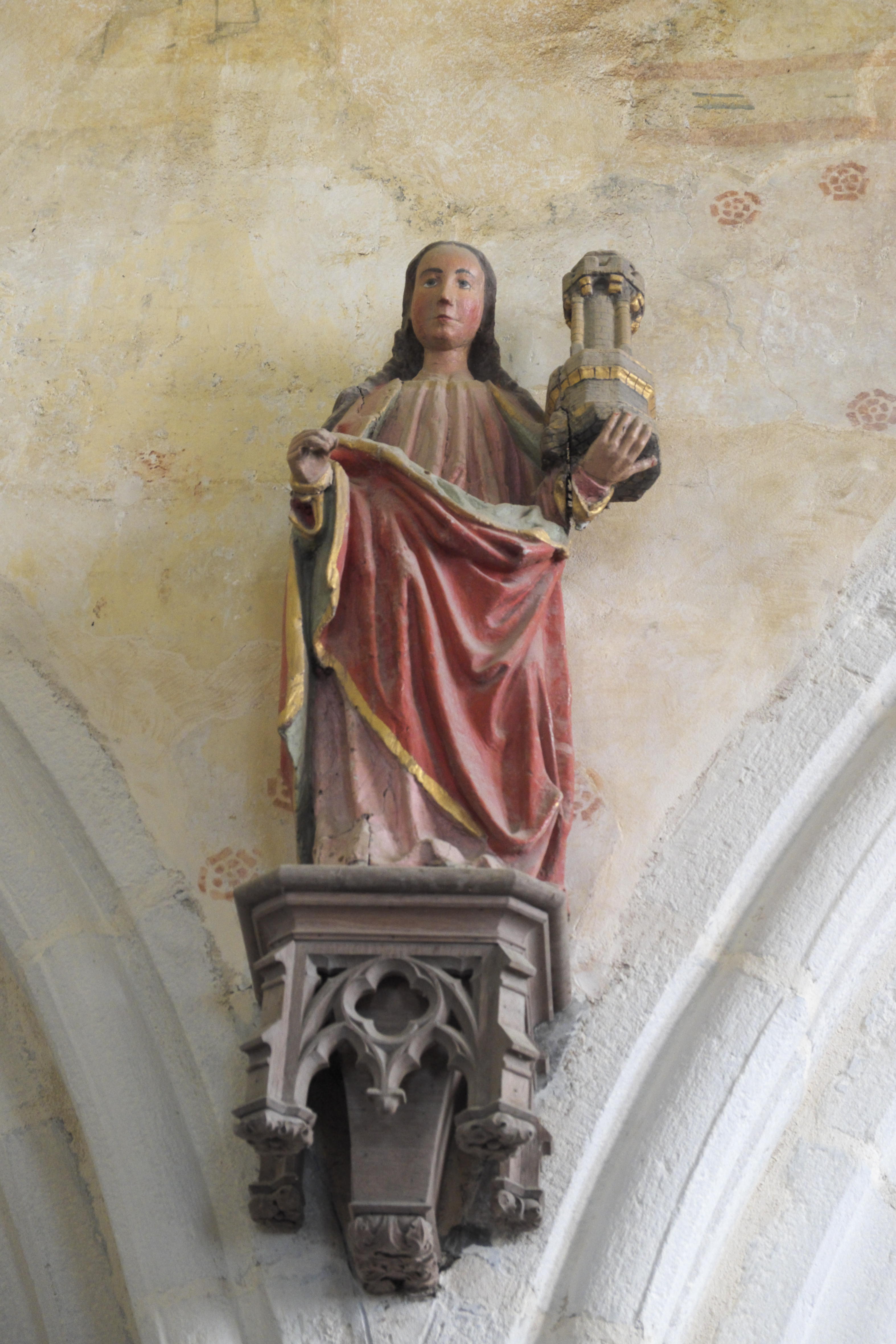
Heilige Barbara
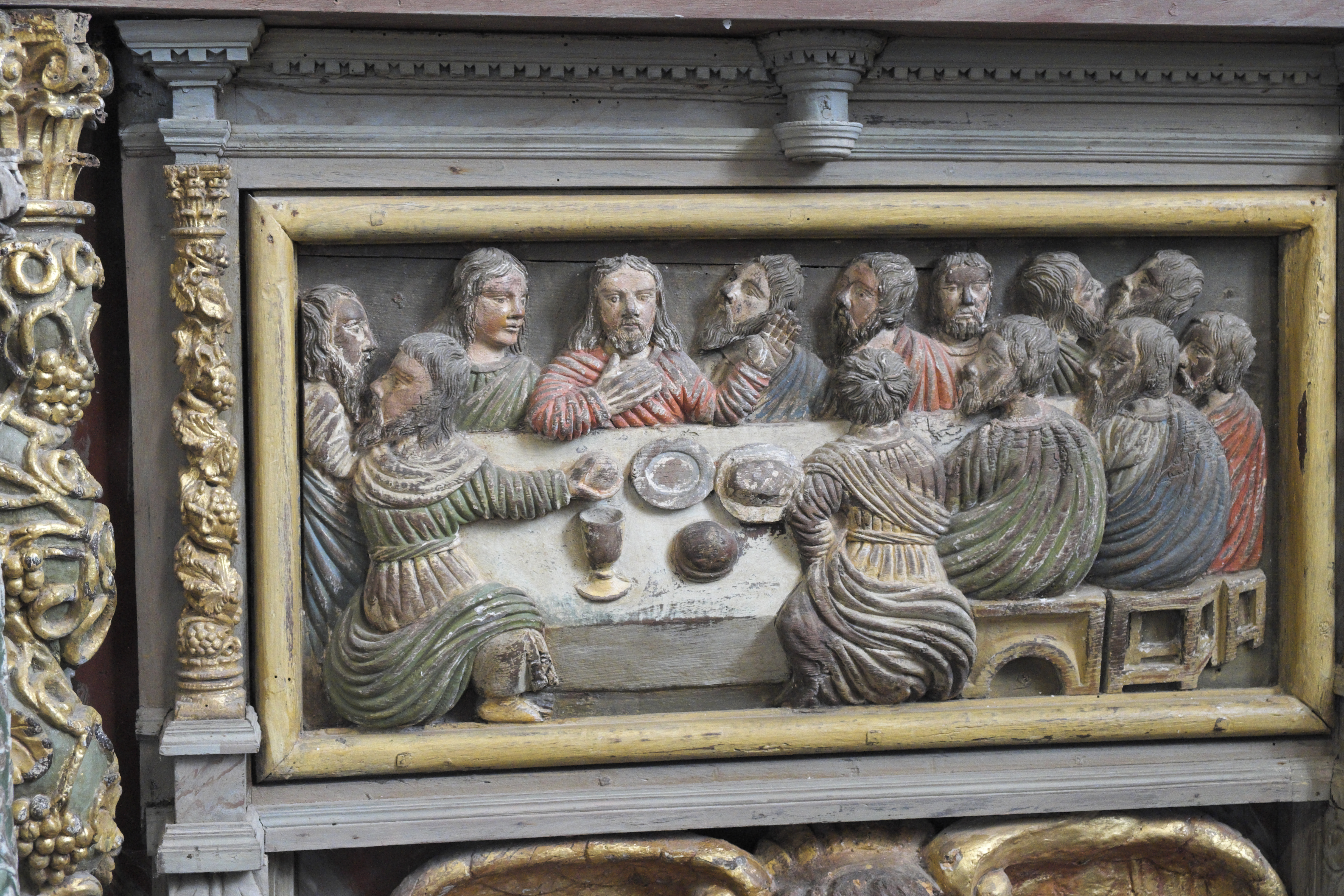
Abendmahl
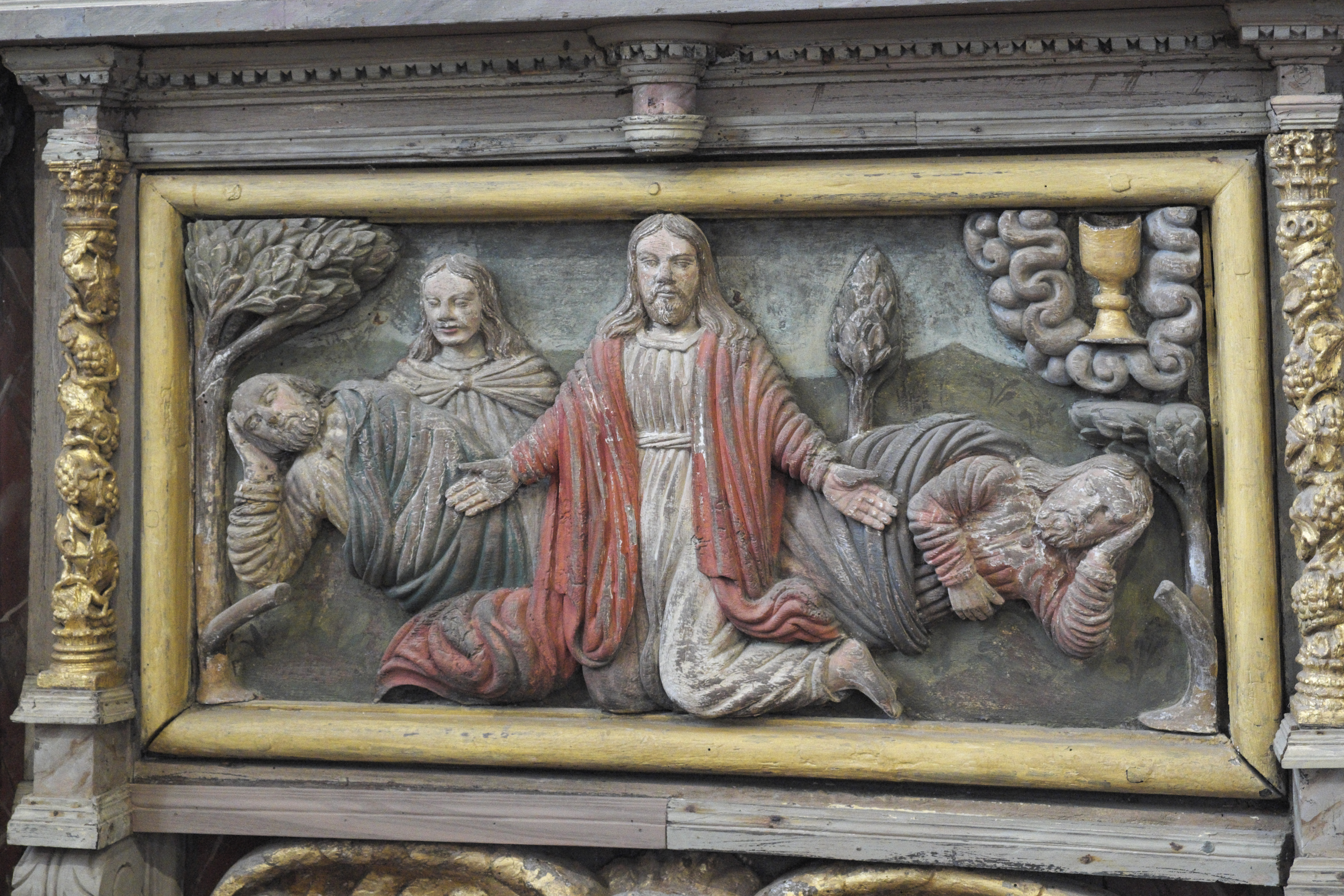
Jesus am Ölberg